# 鬼燈的冷徹
《鬼燈的冷徹》（日语：鬼灯の冷徹）是江口夏實的日本漫畫作品，於講談社《Morning》進行連載，並於2020年1月9日全篇完結。第52屆星雲賞漫畫部門得獎作。
動畫方面，2013年發表決定製作電視動畫的消息。並於2014年1月至4月間播出。2017年10月至12播出《鬼燈的冷徹 第貳期》的前半段，後半段於2018年4月起開播。

## 概要
獲得第57屆千葉徹彌賞一般部門佳作， 以「非日常卻又平常的故事」為基礎，2010年在講談社的漫画雑誌《Morning》以《有錢能使鬼推磨》為名發表短篇作，2011年14号改名為《鬼灯的冷徹》連載中。2020年1月正式完結，全部271話。
描述閻羅王手下的第一輔佐官・鬼灯在地獄中充滿超級S的日常生活以及超現實的黑色幽默。主要舞台是描述住在日本的地獄的當地居民們的生活，除此之外還有神話、日本童話、怪談等多數故事人物登場，另外不限於日本，國外的惡魔和妖怪也會出現。

## 登場人物

### 主要人物
鬼灯（聲：安元洋貴、逢田梨香子（子鬼燈、丁）（日）；黃天佑（台）；鄧永健（港））
本作核心人物，185公分，閻羅王手下的第二代第一輔佐官的鬼神。有著三白眼，額頭上有一隻角。是眾鬼中的第一名。有著很大的食量，在第二季其二中的第一集裡，單獨在十分鐘內吃完超大份肉凍，之後還說吃不飽，再點了同樣超大份的肉和紅豆飯。
在工作上擁有讓獄卒們、撒旦及上司閻羅王害怕的嚴苛個性。遇到神獸白澤及別西卜等級的人也能若無其事對待他們。稱閻羅王是「那個呆瓜」並且經常用鐵棒伺候他，讓閻羅王說出「就像媽媽一樣兇」。說過自己像是「官房長官一樣地無趣」以及「擔任幕後黑手相當有趣」。有著『打球＝砸人』等拷問（工作）中毒症狀。精通日本劍道和西洋擊劍。愛吃的食物是米飯穀類食物、炸雞及年輪蛋糕，討厭布丁，且本人曾耗費十年的時間精習製作壽司的技巧。
是吉卜力迷，因此經常會有對他們的作品的戲仿。對於沒什麼好改正的人沒有興趣，反而是看起來需要矯正的人會燃起他的鬥志。讓他因此被石姬說是「獄卒中最危險的人」，本人不認為自己是個S，因此在妲己說是「最令人害怕的超S妖怪」時會被白澤吐嘈，就連狐狸‧檎也評價他是「真正的S」。唐瓜更將其生氣時的容貌比喻為「能劇面具中的顰面」。
很受到包括獄卒的所有女性歡迎，但自己卻喜歡「不怕蟲子和動物的女性」，結婚對象要求是「能夠笑著喝他煮的（腦漿）味噌湯的女性」。不喜歡個性輕浮的男性，還會對這種人展開插眼攻擊。雖然是個酒豪但卻怕辣，因此被白澤用來反擊過。
喜歡動物，到現世出差時會到動物園參觀。將來希望讓地獄變成「充滿動物、UMA及妖怪的王国」、自己也可以成為像是畑正憲般的人。興趣是種植自己改良過品種的金魚草。還因此進入金魚草選拔會的名人堂並且成為選拔會的評審。另外也會進行漢藥研究，所以有時會出差到桃源鄉中。本人的料理手藝亦非常高超，曾在撒旦參觀日本地獄的期間現場表演活魚解體，為了製作不辣的咖哩耗時三至五天的時間。據閻羅王表示，鬼燈的睡眠屬於深度睡眠型，所以很難喚醒熟睡中的他，但相對地很討厭被別人從睡眠狀態中叫醒，而且還會對吵醒他的對象予以肢體攻擊（但本人表示不會隨意對動物下手）。
喜歡觀賞現世的「發現不可思議世界」的節目，還擁有兩個水晶仁人偶，新年期間固定會觀賞「小孩差事」的搞笑節目。另外對於節目抽獎抽到的蒙古民族服飾以及從奪衣婆那邊得到的裸體寫真集感到困擾。曾想過要把發現不可思議世界的節目人員從現世帶來黃泉。除了利用節目抽獎得到的機票去旅行外，在現世中也會進行出差旅行或打工，另外除了喜歡逛動物園外，也喜歡逛墓地及遺跡。在現世潛伏時會使用「加加知（鬼灯草的古稱）」的假名。
與白澤是相看兩厭而一直處不來，有過「鬼灯自己曾不眠不休花了6小時挖了個大洞（深到可以從天国⇒現世⇒到地獄程度）」、「妨礙白澤泡妞」等惡搞他的行為。另外當碰上白澤那種差不多的個性而被激怒時，還會進行破壞活動而與他展開激烈的打架。
曾與瑪姬合謀用結婚申請書逼使懸衣翁認真工作。
原來是人類孤兒，並且被叫作「丁」（即奴隸）。小時候因為村落要祈雨而被作為人祭，作為人祭祭品的怨恨，在死後遺體引來鬼火附身而成為鬼而由木靈引導到（当時的「黃泉」）地獄去。之後到中国學習他們的審判制度，然後在閻羅王的提拔下成為伊邪那美命後繼的輔佐官直到現在。至於名字『鬼灯』的由來，是成為王之前的閻羅因為他被『「鬼火」附身，而在「丁」旁邊加上「火」部而成為鬼灯』。手邊持有的狼牙棒為少年時期從某家黑店的店主手裡取得。
本作中雖然看起來相當嬌小，但依作者的設定是因為閻羅王太巨大讓身高185公分的他反而顯得比較矮小所致。
閻羅王（聲：長嶝高士（日）；陳幼文（台）；羅偉亮（港））
日本地獄之王，是十王中體型最大的巨漢。原來是人類，也是最初的死者，被鬼燈戲稱為「閻魔原人」。由於過去的「黃泉」，因為太多亡者造成混亂，因此由他展開改革連署運動而因此成為地獄之「王」。
雖然是地獄的最高責任者，實際上可說是一點威嚴都沒有 有著老好人的個性。在工作堆積如山時會將工作丟給鬼灯。經常會被施以受周圍注目的體罰或遭戲弄而受到鬼灯粗魯的對待，在工作中會被看不起他吊兒郎當模樣的鬼灯處罰，也曾被他施以「真正的奪命捉迷藏」，讓他感到｢是不是要謀反？｣而覺得恐怖，結果反而無法激勵他反省他的工作。有一度被鬼灯惹惱而對他施以閃電的制裁，但反而被鬼灯像拍蚊子一樣拍掉。在喝醉時會一直談到孫子的事情而相當溺愛他，甚至在審判時還會因為孫子的意見而因此胡亂下判決。
千年前因為一句無心的話惹惱鬼灯和白澤而被他們弄下北斗七星模樣的七道傷口。在身為人類時有鍛練過石材加工及建築技術。喜愛的食物是啤酒和肉類，不喜歡吃青菜，為此經常被自己的肥胖問題所困擾。另外現世曾有老嫗為感謝眼疾痊癒，特地於閻羅王的祠堂前供奉魔芋（蒟蒻），以致於鬼燈為測試傳言真偽而製作魔芋（蒟蒻）大餐給閻魔大王享用（但本人表示自己並不是很討厭魔芋（蒟蒻）。
地藏菩薩（じぞうぼさつ） 聲：小櫻悅子
閻羅王的化身也是他的直屬部下。平常時住在現世的山中，即便在地獄過夜，也會選擇喜歡的地方佇立一夜。會接受閻羅王的邀請來到三途川附近幫助小孩亡者轉生。本來閻王與地藏菩薩的關係像是『鞭子與糖果』一樣，但被小白說，「鬼灯才是鞭子的化身」以及「菩薩是佛、鬼灯是鬼、閻王是中間」。
後來鬼灯於某次造訪八寒地獄時，為測試「戴斗笠的地藏菩薩」的童話傳聞真偽，特地將自己的斗笠留給當時站在雪中的地藏菩薩，隔日便收到地藏菩薩留下的年糕和魚等食物，讓閻羅王忍不住吐槽鬼燈有老是拿傳聞在實驗別人的習慣。

### 地獄民

#### 獄卒
負責對墮入地獄的亡者施以嚴懲的公務員。除了鬼以外，也有在現世中經由一些事件而就職的人。因為安定又受人憧憬而成為鬼之子中的人氣職業。募集・採用的條件是通過訓練鬼獄卒的「私塾（義務教育）」或「曾擔任過什麼職業」。後者則是可以藉此錄取到視野廣闊的人材。

##### 主要獄卒
唐瓜（聲：柿原徹也（日）；孟慶府（台）；張振熙（港））
是新人小鬼獄卒者。有著一對白眼及二隻角。身高140公分，個頭雖然不高，但已經是成年人。將來希望到眾合地獄就職。肌膚敏感而喜歡穿100%綿的內褲。家族有昭和型雙親（母親對於貓和虎皮過敏）、以及會大量郵購內衣以及節食商品（對於自己的貧乳及屁股太大很在意）的姐姐構成。經常幫茄子收拾善後。喜歡像是杉本彩的女性。慢性鼻炎患者。有著相當M的部份。過去在私塾就讀時是備受師長和同學信任的班長型學生，但也因此會在每年因為壓力爆發而做出衝動的行為。
茄子（聲：青山桐子（日）；錢欣郁（台）；顧詠雪（港））
唐瓜的同事，朧車和鬼的混血兒。有一對下垂的眼睛及三隻角。身高140公分。注意力散漫，經常因為三分鐘熱度而出錯（因此常受到唐瓜及鬼灯的處罰），是個不會讓人討厭的天兵角色。有時會意外目擊到重要的事情並且擁有毫不猶豫的實行力。因此讓他與唐瓜一起被稱為「地獄的鋼牙與大鼻」。與唐瓜既是同鄉又是同學，彼此之間的家也相當接近。
擁有像是畢卡索般的藝術感，雖然曾拿過優勝，但為了生活安定而成為獄卒。其金魚草木像還讓鬼灯「這部作品一定可以賣錢」而受到他的高度評價，就連閻王殿的城壁的壁畫也由他負責。另外曾與唐瓜一起被鬼灯帶到現世出差。實際上是朧車與小鬼的混血兒。在原著第54話更經由白澤的指導，學會「剪紙成兵」術，並與他一同舉辦藝術展。其後於漫畫145話立志在將來從事設計刑具和招募獄卒海報的設計部門，令鬼燈考量到廣告對應聘獄卒人數的影響，考慮設立專門設計課。

##### 三途川
奪衣婆（聲：真山亞子（日）；錢欣郁（台））
住在三途川而以奪走亡者衣服秤量其罪行的老婆婆，因為其寬鬆的穿著，加上下垂的胸型，被戲稱為「露乳婆婆」。身高158公分。經常哭訴租金漲價，但如果面對男性會有不一樣的態度。毎日5點會固定裸身去泡澡。夢想是拍攝美麗的裸照，第19話時自費出版自己的裸體寫真集並且似乎還希望出CD。
懸衣翁的妻子，意外是個任勞任怨的好妻子。
懸衣翁（聲：千葉繁）
奪衣婆的丈夫，根據經過三途川的亡者的衣服上的水漬秤量其罪行的老爺爺，自伊邪那美擔任地獄初代輔佐官時，便以在地獄進行秤量罪刑的職位，但由於奪衣婆過於能幹搶走其鋒頭而變得沒什麼存在感，甚至連工作態度都變得相當怠慢。是瑪姬的影迷，會因為看現場演唱會而擅離職守。最後因為鬼燈和瑪姬商量合作，拿出瑪姬和鬼燈的結婚證明書影本為要脅，令懸衣翁為避免瑪姬傳出緋聞而改進工作態度。
為地獄的元老級員工，所以閻魔大王和鬼燈很難開除他。
三途川之主
外型巨大的蛇，會襲擊三途川的亡靈。
巨蟹
外型巨大的螃蟹，會襲擊三途川的亡靈。
人魚（聲：花守由美里）
上半身是容貌清純的少女，下半身是魚的妖怪，因為其身上的肉俱備讓人長生不老的特性，即便只有100克，要價仍高達1000萬，遭受八百比丘尼在內的人類覬覦，為了躲避人類追殺來到三途川居住。人魚也有男性的種類，但被小白和柿助批評「男性的人魚光是看著就難以下嚥，即便做成烤魚也很難吃」。為白澤曾經追求過的對象之一。
在地獄的地獄博物館亦有一群女性人魚擔任表演者，由八百比丘尼擔任主持人。
人面魚
有著人臉魚身的水棲妖怪。
半魚人
有著魚臉，擁有四肢的的水棲妖怪。

##### 等活地獄
是個處罰以暴力殺害、虐待等與殺生有關的十六小地獄之一。因為最接近地獄的印象，因此多次登場。在裡面的不喜處地獄（ふきしょ）中因為是虐待動物罪行的地獄 而有許多動物獄卒。
桃太郎一行
原來是桃太郎的手下們。但在鬼灯的斡旋下而在不喜處地獄就職，由於工作內容讓牠們開始變胖，發言也充滿血腥味。
小白（聲：小林由美子（日）；郭馨雅（台））
白色的狗。在兄弟們中是最常出場的一位，非常忌諱自己被當作現世「軟體銀行」的招牌吉祥犬「老爹」。在牠的內心中，閻王和撒旦的地位還比鬼灯低下。因為恐懼於鬼灯的超S，因此對於他的態度和談話都相當溫馴，在假日時也會與鬼灯一起出去。喜歡唱歌，經常唱著開花爺爺或瑪姬的曲子。對於地獄圖書室館關於「桃太郎」的書中的狗的插畫是 阿富汗獵犬似乎無法接受，但牠是什麼品種則不明。在最終話時和琉璃男以及柿助一起被提拔為泰山廳見習輔佐官。
台灣配音版帶有些許的台灣國語腔調。
柿助（聲：後藤弘樹）
自稱為「隊伍中的智囊」的猴子。經常會圍著圍巾。600年前因為猿蟹合戰中被螃蟹一家控訴傷害致死罪，因此被螃蟹的朋友們施以處罰而留下不小的情結。由於已經為傷害螃蟹的罪行贖罪而在地藏的幫忙下成為桃太郎的手下。不過又經常會在無意間碰上和螃蟹有關的事情。雖然自己充滿知識，但缺點是有時會太過得意忘形。在最終話時和琉璃男以及小白一起被提拔為泰山廳見習輔佐官。
琉璃男（聲：松山鷹志（日）；蔣鐵城（台））
自稱為「火箭炮之雉雞」的綠雉。其雙親已於其孵化前被鬼吞食，故自願協助桃太郎討伐鬼群。牠的歌聲被說像是希臘神話中的海妖的歌聲般會影響別人跟著一起唱。對於自己的肥胖相當在意。雖然自己仰幕桃太郎，但也認可鬼灯的能力。希望有個人的訪談企畫。因為長期待在地獄和其他禽鳥懲罰亡者的緣故，使牠的飛行技術和力量大幅提升，鬼燈為此給予牠「攻守平衡且備受期待的新生代」的高度評價。擅長射擊遊戲。在最終話時和小白白以及柿助一起被提拔為泰山廳見習輔佐官
夜叉一（聲：津田健次郎（日）；蔣鐵城（台））
經驗豐富的犬獄卒而擁有《疤面狂犬》的稱號。臉上有巨大的傷痕，牠的言行受小白所憧憬。與擔任女官的餅乾結婚。由於生有三名孩子而擁有被叫「爸爸」的甜蜜煩惱。
孩子的名稱分別是太郎（声：橫山智佐）、次郎（声：井澤詩織）、三郎。
餅乾（聲：橫山智佐（日）；錢欣郁（台））
在不喜處地獄工作的貴婦犬前獄卒。現世中有受到惡質的飼養家強迫牠不斷生產的過去，因此讓他的個性相當嚴厲而被稱為「女官」。2話中與夜叉一結婚而離職並且生下三個孩子而有美好的家庭。
部長
不喜處的杜賓犬部長，生前於明治或大正時期被跨國夫妻收養，死後於不喜處任職部長。
小黑&小紅
不喜處的混種柴犬，生前因為非純種遭主人拋棄。
威爾士·柯基·彭布羅克
不喜處新來的柯基犬獄卒。初登場時因為不喜應酬的個人主義，以不禮貌的態度拒絕酒會而被夜叉一教訓。對於生前飼主過度餵食導致體重增加一事困擾。
巨大象
在雨炎火處地獄工作的大象。由於地獄例行会議而將雨炎火處地獄除去，因此第34話改到不喜處地獄工作。由於能夠壓垮亡者而有相當優秀的效率而受到獄卒們的肯定。
花子
雨炎火處的巨象首領，動物獄卒競技場擔任第三回合的選手，因為無法追上芥子的速度而被其擊敗。
人面犬 聲：浪川大輔
為因為在現世中引起轟動而無法容身因此搬到地獄去的都市傳說動物。雖然被說是有著像是師奶殺手般的美貌，但被鬼燈說「很噁心」。
針口蟲（しんくちゅう）
擁有金剛石般的利齒而長於地獄的蟲子，會在不喜處攻擊亡者。但也會被柿助拿來吃。
閻婆
地獄鴉
地獄鷲
噴火鳥
能從嘴裡噴出火焰灼燒犯人的地獄特有鳥類。
阿鶴（つう）聲：折笠富美子
重視異性收入，經常對心儀對象做出強勢逼婚行徑，因而在地獄鳥類間惡名遠播的母鶴，自認是個優秀卻不受眾人肯定的母鳥，被冠以「綠茶鶴」的稱號。後來不慎卡在樹洞間，被剛好路過的鬼燈所救，模仿白鶴報恩的情節準備重施故技向鬼燈逼婚，卻被鬼燈拒於門外轉而自行投降離開。
大俵
在等活地獄「黑色鼠狼處」擔任主任的老鼠，實為在根之國解救大國主的關鍵人物，亦係老鼠與飯糰故事裡給老夫妻財寶的主人翁。目前在「黑色鼠狼處」負責培訓新人的工作，有意將自己的女兒許配給優秀的人才（唐瓜吐槽「在此上演老鼠嫁女的寓言」），雖然已於此處擔任主任，仍和其他老鼠同樣害怕貓，只要聽見貓的叫聲就會嚇得四處逃竄。
疾風
擁有鋼鐵般銳利鳥喙的金剛嘴鳥，動物獄卒競技場擔任第四回合的選手，被芥子以迴力鏢迅速擊敗。

##### 眾合地獄
為有關邪淫罪行的地獄群。獄卒有7成是女性，男性則由硬派及軟派個性的人組成。每年會有人因為「戀愛病」請辭，因此被獄卒稱比阿鼻地獄還恐怖的地方。
地獄太夫 聲：伊藤美紀（日）；陳凱婷（港）
生前是室町時代遭強盜擄獲賣往青樓，對自身境遇僅視為前世輪迴的後果，習慣穿繡有地獄景象的華衣的遊女，被一休收為徒弟悟道後，死後成為眾合地獄的主任。因為其過人美貌和阿香過度為其妝扮，加著配合外界地獄民眾的印象，導致其出席時的服裝越來越繁重而逐漸感到困擾，最終在鬼燈的提醒下開始改變過度妝扮的問題。
阿香（おこう）聲：喜多村英梨（日）；郭馨雅（台）；顧詠雪（港）
擁有二隻角，蓄著青色的長髮，容貌妖艶的女獄卒。身高168公分。擔任眾合地獄主任輔佐，因此對於其他獄卒下指示時都會稱他們是「我們的從業員」。原本是個獄卒，在女獄卒大幅增加時被鬼燈抜擢擔任此職。另外她與鬼灯從神話時代開始就是青梅竹馬而經常一起行動。
包括唐瓜等男性都對她有好感，不過因為一方面她相當喜歡蛇並在身上纏著兩條蛇，並且還在住處養了許多蛇（似乎培養來作為候補的蛇獄卒），因此被鬼灯曰「普通男性是無法奉陪她的」。此外本人亦非常擅長跳板尾夫人舞。順便一提，正因為她與其他女獄卒相處良好，才因此受到鬼燈的賞識。
曾經到現世挑選服裝，但挑選的圖案都是以蛇的圖案為主，讓鬼燈不願信任她的品味。
金太郎（きんたろう） 聲：羽多野涉
眾合地獄的保鑣。為了不要破壞傳統的印象，因此仍然穿著像是故事般的肚兜。雖然一身怪力卻有一顆不會賤踏花兒的溫柔之心，因此被地獄女性認為是理想的男性。由於「溫柔有力」的個性，因此沒有像是桃太郎或一寸法師那般會為了維持自己印象的困擾，反而有著會經常碰到「有困難的人」就要幫助的天性。
拷問戰隊 超好色熟女團（ごうもんせんたい どすけべマダムス）
阿香企畫的「只有女性的拷問隊」。 唐瓜聽到後的反應是「這只會讓這邊受罰的亡者更高興吧？」，在阿香的指示下對唐瓜進行拷問測試、但被他評價為「力道還不夠」。

##### 叫喚地獄
與酒醉鬧事有關的地獄，另外也作為酗酒的亡者的更生設施。打從日本戰後經濟奇蹟以來，因為墜入此處的亡者開始增加而必須跟著擴建。有一度曾發生亡者的暴動事件，因此在鬼灯的提案下，改成『喝酒喝到怕的地獄』才解決。
八岐大蛇（やまたのおろち）
過去是稱霸出雲地方的大蛇。但在被素戔嗚尊打倒，而變成雜工。本人對於土龍被認定是UMA感到羨慕，而說出因為「自己只是神話中的怪物而不行」的話。
另外會造成上述騷動的原因，是因為在禁酒令下，自己忍不住在偷帶『八塩折之酒』而被亡者奪走喝醉所致。

##### 大叫喚地獄
有關說謊罪行的地獄。
如飛蟲墜處
擔任獄卒的芥子所工作的地獄。主要是犯下以詐騙與貪污等方式盜竊錢財而發財罪行的亡者會墜入的地獄。亡者會被獄卒用斧頭或鋸子切割；或是用石臼磨碎。
芥子（聲：種崎敦美（日）；郭馨雅（台））
出現在故事『喀嘰喀嘰山』的兎子（母兔）。在大叫喚地獄的如飛蟲墜處（にょひちゅうだしょ）擔任獄卒，「循序漸進地報復（另譯：緩慢而確實的報復）」是牠的座右銘。由於還殘留著以前的恨意，因此在聽到有關「狸貓」的字眼時會氣到觸動開關。其程度甚至還會攻擊懂得報恩的文福茶釜。由於這種徹頭徹尾的殘暴個性，而應該是一位相當硬派的少女。另外也擔任『簡易地獄』的特別顧問，負責執行拔舌刑罰。有著睡前寫日記總結一天概要的習慣。
過去由喀嘰喀嘰山的老夫婦收養長大，而死後在桃源鄉擔任實習藥劑師，後來看到了地獄招募獄卒的消息後向白澤申請跳槽，而她在就職獄卒前原本要回到人間去探望老夫婦，但也因此聽聞了狸貓的犯案行為，之後對付狸貓的報復行徑就演變成了喀嘰喀嘰山的故事。
因跳槽前白澤吩咐他要提防鬼燈，所以將芥子味噌的製作技術傳給了她，順便要她找下手時機來對付鬼燈，而也因為在桃源鄉看慣了白澤的好色本性，導致她對輕浮的男性很不以為然，反而對同樣沒什麼表情的鬼燈有種親切感。
受苦無有數量處
犯下欺瞞上司長輩或以莫須有的罪名來陷害他人的罪行的亡者會墜入的地獄。亡者被蟲所啃食，身上長出樹木或香菇，之後再整個拔除。地獄所需要的木材大多都來自這個地獄！一寸法師目前在這裡負責保養刑具或武器等雜事。
一寸法師（聲：鈴木達央（日）；蔣鐵城（台））
本來因為要墜入「有關欺騙上司長輩罪行」的地獄，但後參考他的經歷後而讓他在受苦無有數量處（じゅくむうすうりょうしょ）地獄擔任雜工。由於身高恢復到與普通人一樣，因此被同事稱為「『原本』一寸」，還一直為被周圍的人說「根本沒有一寸」「和一般人一樣後變得相當普通」等與有關印象的事情而困擾，之後遇到有差不多遭遇的桃太郎而在向他訴苦後才消解。
雙逼惱處
破壞和氣引發問題的亡者會墜入的地獄。
紅光（べにひかり）
大叫喚地獄雙逼惱處任職，毛髮皆由火焰構成的炎獅子，在動物獄卒競技場擔任第一回合的選手，被芥子迅速擊敗。被小白吐槽其外型「像是跳火圈失敗的模樣」。
唐悕望處
生前對飢餓病弱之人刻意視而不見的亡者所墜入的地獄。亡者會進入類似豪華餐廳般的空間，但是任何接觸到的食物皆會變為烈焰和毒藥，而亡者最終亦會成為鍋中物。若是於此獲得緩刑者，則視情況分配微量的食物。
人煙闇處
原本說好一起努力，但在最後一刻卻背叛對方的人會墜入的地獄。亡者會被關進巨型果汁機裡面被絞碎。

##### 金剛鳥嘴處地獄
專門懲罰生前不肯讓病患去醫院接受治療休養的人（特別是黑心企業）的人士的地獄，此處棲息著大量的金剛嘴鳥。
金剛嘴鳥
地獄的特有鳥類，有著可媲美鑽石硬度的鳥喙，專門在金剛鳥嘴處地獄啄遍亡者的全身。

##### 芭蕉煙林處
地獄的其中一處叢林。
煙葉鬘
全身由鋼鐵組成的鳥類。

##### 異異轉處地獄
以前為專門懲處惡德陰陽師的地獄，現在改為生前靠花言巧與詐欺錢財、妨礙他人工作、惡德占卜師會墜落的地獄。此處受罰的亡者會看見生前親近之人的幻影，然後被鬼用接近馬戲團雜技的刑罰懲戒。

##### 屎殼郎屎泥處
充斥著大量從地獄各處搜集而來的動物糞便的地獄，於此駐紮的屎殼郎都會利用此處的糞便研製頂級屎泥，因為工作條件過於嚴苛，故此處沒有獄卒於此任職。任何工作態度過於怠慢惡劣的鬼卒都會被調派此處，不僅會被其餘獄卒視為無可救藥的朽木，而且即便是日後被調回工作部門，還會被骨幹獄卒譏諷為「米田共歸來」。

##### 鐵鑊處
專門懲戒生前藉著宗教名義行殺人之事的宗教人士，或是試圖將宗教人士殺人合法化的人。裡面安置著六座大釜，其中一座名為「極利刀鬘」的大釜係讓犯人套上裝有利刃的假髮，並將其扔進釜裡烹煮以進行拷問。

##### 焦熱地獄
是關於欺騙別人、犯邪見、違背道德、教唆他人做壞事的地獄群，別名「天邪鬼地獄」。其性質難以用主觀判斷，但倘若造成嚴重的實際危害和困擾將會墜落於此。
在龍旋處（りゅうせんじょ）的古代生物
本來是「被狂亂之龍所賤踏的地獄」但裡面也充滿暴龍及迅猛龍等恐龍以及劍齒虎和猛犸象等古代生物。因此被獄卒們稱為『USJ（環球影城地獄）』。鬼灯曰，因為有轉生系統的關係，所以已經不再轉生為古代生物而慢慢減少數量。
傳說的怪獸
桃太郎在龍旋處目擊到的怪獸。在閻王與喝醉到回復神獸模樣的白澤一起龍旋處上空盤旋時，讓鬼灯想要以未經許可而在刑場上空盤旋為由而要用來福槍擊落他們，不過在這之前反過來被牠（不明生物）用口中噴出的火炎將2人擊墜。
丸蟲
在血河漂處（けつがひょうしょ）地獄工作的蟲獄卒。體型巨大而且還能噴火烤熟亡者並且吃掉。
似髻蟲
生於「火髻處」，頭部呈現兩枚倒勾狀的細長蟲子。只要頭部尚存，身體就能迅速再生，會鑽入亡者的肛門並攪翻內臟，最後從腦部鑽出，擅長噴火且具備毒素的恐怖蟲類。獄卒為了防範己身遭此種蟲類入侵，必定會在「火髻處」工作時穿上特製防護褲。
天探女 / 天邪鬼　聲：小宮和枝
曾經教唆大國主的使者，殺死前來督促使者工作的稚鳥鳴女，謀害瓜子姬因而被瓜子姬的養父母打死墜落此地獄的女神。相貌醜陋（春一曰『其客觀特徵就是醜』）且會做出令人反感的言行，尤其最愛撒謊和毀謗，深受許多地獄居民的厭惡，連向來不會刻意挑剔交往女性類型的白澤亦對她避而遠之。據鬼燈稱其本擁有讀取人心洞悉他人想法的能力，但因為性格扭曲而用於不正當的用途（網路時代過後此傾向愈加惡化），加上她越喜歡調戲越討厭她的人，容易施加壓力於人的性格，被地獄方反過來利用這項特質擔任獄卒。雖然個性相較以往變得更加開朗，但仍會因為其言行招致他人的責罵和毆打。
瓜子姬  聲：矢作紗友里
日本民間傳說瓜子姬與天邪鬼的主人翁，是個容貌清純的美人，因為生前被天邪鬼所害而對其懷恨在心，立志要除去類似天邪鬼的亡魂。對同樣從植物的果實誕生的桃太郎有格外親切感，稱呼琉璃男「鳴女（聲：佐藤はな）的後裔」。後來在琉璃男出面教訓天邪鬼時，對琉璃男的作為感到大快人心。

##### 大焦熱地獄
為觸犯以惡行與人性交的罪行的地獄，包括對尼僧犯下性交的罪行以及女性用脅迫方式讓高僧墮落的罪行。
長頸龍
在悲苦吼處（ひくくしょ）工作的恐龍獄卒。經書上雖然描述是「被有著千頭之龍所咬碎」，但本作中其實是「被千隻長頸龍咬碎」。

##### 阿鼻地獄
是關於冒犯聖人的罪行的地獄，也是整個地獄中最恐怖的地獄。雖然因為對象眾多且亡者也多而成為政令指定地獄，但因為自亡者掉到地表至少要2000年的時間而讓實際的服役期沒有這麼長，所以工作上也相當閒。
槌之子
在黑肚處（こくとしょ）工作的獄卒。由於人世中是被人懸賞的稀奇存在，因此常讓看到的亡者大吃一驚。由於給人有與外觀相反的強大運動能力的印象，造成牠為了符合印象而努力鍛練彈跳力。
翼龍
在閻婆叵度處（えんばはどしょ）工作的翼龍獄卒。負責處罰破壞水源導致人渴死的亡者，會與閻婆（生於地獄的巨大鳥）一起將亡者叼到半空中將他們丟下去。
胡蜂
為阿鼻地獄裡統率80種500億匹程度的蟲獄卒的領袖。實際上就是柿助引起的猿蟹合戰中負責幫螃蟹報仇的胡蜂，鬼燈曰「由於有復仇的精神且擅於策畫」而因此被選為領袖。

##### 埋伏地獄
鬼燈所構思，能夠像是『糖果屋』般充滿誘惑的地獄。屋子外表是由看起來相當美味的食物組成（會附上帶有香味的樣品），因此可以吸引許多亡者進入。還可以用來吸引外國來到地獄的觀光客而具有經濟效應。雖然主要由貓獄卒組成，但出於競爭心也另外增加狗獄卒。但這正是鬼燈想要藉此帶動競爭以提升業績。
這個地獄一開始設置的畫面重現了宮澤賢治的作品‧許多菜單的餐廳以用來確認對於亡者的引誘性，另外也公開給小判等地獄的媒體而藉此發佈有關募集貓獄卒的活動。

##### 八寒地獄
極寒之地獄。裡面有雪鬼、雪女、生剝鬼、企鵝等獄卒在工作。基本上是處在閻羅王（與鬼灯）的管理下，一直在策畫要獨立。因為此處的氣候，故冰上運動、滑雪競技、冰雕、雪雕等活動十分盛行，也是地獄裡的冰品製造廠所在處。
春一 聲：山口勝平
是在最寒冷的摩訶鉢特摩（まかはどま）地獄工作的雪鬼。由於實力高超而被獄卒們稱為『摩訶鉢特摩的暴風雪』，就算在強壯的八寒地獄獄卒中也是相當突出。但也擁有十個人會有九個人說「想不到會做成這樣」的太過自由奔放的個性。擅長花式溜冰且十分嚮往藝術，對於自己的藝術品總是無法受到上級認同感到煩惱。
八寒的課長
八寒地獄的其中一名課長，春一稱其為「老爺子」，是個固執傳統且極度否認年輕人文化的老人。
北極星
八寒地獄的北極熊，對於別人老是記不住牠的名字感到煩躁。動物獄卒競技場擔任第二回合的選手，因為不耐於八大地獄的炎熱環境，被芥子迅速擊敗。

##### 地獄之門
為天国・地獄以及現世的交界處。
牛頭（聲：山田榮子（日）；錢欣郁（台））
擔任地獄守門人長達數千年的牛頭人身的母獄卒，曾經喜歡過希臘的牛頭怪弥诺陶洛斯，和馬頭是形影不離的姐妹淘。對白澤有好感。牛頭的角是天界的藥膳鍋的材料之一。
與同樣身為牛的埃及女神哈索爾互為死對頭。
馬面（聲：島本須美（日）；郭馨雅（台））
擔任地獄守門人長達數千年的馬面人身的母獄卒。被小白形容和牛頭很像山脇百合子所著繪本「Guri and Gira」的雙胞胎。馬面的蹄是地獄的天罰鍋的材料之一。

##### 記錄課
為了作為死後裁判的證據而負責記錄現世人類出生到死亡一切行動，以及在死後審判期間負責記錄審判內容的部門。在地獄產生麻煩後，在鬼燈迅速對應下讓它隸屬於閻王廳中。座右銘是「穩穩做事」因此禁止沒耐性及心血來潮，為了追求人世間的記錄正確，所以在面試時很重視追求正確的個性。在十王廳負責手持宣讀亡者罪過的人頭杖等工作的工作人員是司命，至於在審判期間記錄過程的則是司錄。因為司命和司錄皆為記錄課成員，故有時也會出現司命協助記錄工作的情形。
這裡的獄卒必須將俱生神潦草的筆記重新親手謄寫。這是為了明確其責任以及為了防止電腦故障造成的業務延遲，因此要求獄卒們必須經常製作大量正確的文書而對他們產生莫大的精神壓力，也造成獄卒們有時會抓狂，看到此種情景的鬼燈也因此決定要設立醫務室及心理諮商部門。
葉雞頭 聲：上田耀司
記録課主任。是個光頭且留著兩隻角的鬼。由於過著每天面對的文字讓他的髮根逐漸消失，對仙桃過敏（若是煮過的仙桃則另當別論）。名子的日文發音跟「禿頭」同音，時常被其他同事叫錯，表面上無仿但還是對此相當敏感！擁有迅速寫出文章，可以只動手卻不動全身的「工匠的瘋狂」的評價。是釜彦的弟弟，也是家族中排名最小，與兄姐間的感情也都不錯。會幫忙活動、海報或哥哥的服裝上的文字設計。
倶生神（ぐしょうじん）
兩人一組並且會環繞在每一個人身旁，男神『同名』會記錄善行，女神『同生』則是記錄惡行。現代大約有2億5500万人之多。「從小讀繪本時不是會有小妖精出現嗎？」的故事就是在指他們，另外在人做壞事時也會惡作劇讓他抽筋。由於會關注每一個人一輩子的時間，所以做成的記錄相當可觀。葉雞頭曰『那個世界的007』。

##### 迎接課
負責迎接亡者加以回收的部門。由奪魂鬼（だっこんき）・奪精鬼（だっせいき）・縛魄鬼（ばくはくき）組成『迎接三連星』來負責整個部門的業務。若是德高望重的亡者即將前往天國，則會裝扮成「仿神」並搭乘金色雲彩迎接對方，還會和天國合作調度天女樂團參與迎接行列。
火車
負責收容並且及運送作惡過多而被定為『無須裁判立即送入地獄』的亡者 的母妖貓。原來是個「（被人們所恐懼）會吃亡者的妖貓」，後來被出差到人世的鬼燈募集為獄卒。
本來是指「被火燄圍繞而載著亡者的人力車」，但因為有搖曳的手腳而被指為是妖貓。之後因為不斷發生亡者從車上掉下來的意外，因此改騎著機車並在旁加裝側邊車載送。是「世界惡女會」成員之一。出乎意料的是個RPG迷。平常人無法看見她的存在，不過有靈感的人能看見她，但若是因為私人拜訪現世則會讓平常人看見她。
荼吉尼（聲：田中敦子（日）；）
迎接課的上司。在現世兼任稻荷神，屬於「惡」面。外表成熟妖豔，戴著尼姑頭巾及眼鏡（鬼燈曰「容易讓人聯想到糟糕向的女老師」）。在迎接課的新人因為不守規矩而被前輩發現後，會將他們帶到荼吉尼的房間讓她加以斥責，結果卻是無論男女都能引發他們的M屬性，而因此時常產生奇怪的悲鳴，並讓其他部門也因此害怕起他們。雖然平常人無法看見她的存在，但若是因為私人拜訪現世則會讓平常人看見她，此外有靈感的人也能看見她。和火車相反，負責迎接『無須裁判立即送往天堂』的亡者。
和妲己、莉莉絲同為世界惡女會成員，擁有能夠看見對象壽限將至的的能力。原本是一只會吃人屍體和吸取活人精氣的女惡鬼，後來無意間和從中國逃亡到日本的妲己成為妖怪組合，但由於乘坐狐狸的女性和稻荷神的形象太過相像而且每夜作惡，引起真正的稻荷神宇迦御魂（うかのみたま）的不滿而跟她們抗議，最後在鬼燈調停下成為稻荷神的「惡」面，並同時與火車來到地獄。

##### 獄卒醫院
專門醫治因故生病受傷的獄卒的醫院。
鐮鼬
獄卒動物醫院的醫護人員們，專門用手部的鐮刀作為手術刀，替病患動手術。

##### 技術課
專門負責研發和維護地獄刑具的部門，由於部門裡的工作人員時常在翻閱資料室的期間一時興起動工，故時常收到來自資料室的投訴，鬼燈曰此部門是「死宅們的集中地」。
烏頭（聲：鳥海浩輔 聲：佐藤花（幼时））
從神話時代就認識鬼燈的鬼，有一頭茶髪並且有兩隻角。也是鬼燈死後成為鬼來到地獄時，第一個跟他打招呼的人。
小時候喜歡惡作劇，曾提議離開黃泉到人世去找咲耶姬。似乎也因為喜歡阿香，因此喜歡對她惡作劇，卻都無法將心意傳達給她。
喜歡嘗試新鮮事物，修繕技藝非常高超，幾乎沒有能夠難倒他的修繕事宜，但有時會把歪腦筋動到發明的事物上或為了開發在資料室中大聲討論而招致鬼燈的吐槽。也取得處理毒物・劇毒的執照（不過蓬曰：考了十四次才通過。）。喜歡的女性是巨乳派。
過去因為工作態度過於怠慢，兩度被調至出產屎泥處的「屎殼郎屎泥處」任職。
蓬（聲：水島大宙 聲：喜多村英梨（幼时））
與烏頭一樣從神話時代就認識鬼燈的鬼，有一頭黑髮且有三隻角。小時候的個性有點膽小，並擁有喜歡收集土偶的阿宅特質，因此傾倒在漫画・動畫文化、還是「鬼卒道士中國天使」的大影迷。
總是在勸告烏頭那沒用的技術開發、享受在開發女性型拷問器具。喜歡的女性是貧乳派。
由烏頭企畫及開發拷問器具和機械獄卒、再由蓬調整並實用化、然後再與鬼燈討論是否使用於現場，是他們基本的開發流程。

##### 其他獄卒
除了上述獄卒外，無法知悉其所屬單位的獄卒。
河童
第38話登場。
腔棘魚
第38話登場。被分類為UMA及妖怪的古代魚。在「悲苦吼處」等地獄的水中攻擊落水的亡者。
卓柏卡布拉
從波多黎各過來打工的UMA。負責吸血的工作。說話語尾經常加上「撒」。
葱
屬於經理。有長兩隻角。擁有像是大樹般的髮型。
所屬不明的蟲獄卒
總共有「食肉蟲」「地盆蟲」（じぼんちゅう）「濕生蟲」（しっせいちゅう）「機関蟲」「那迦蟲」（なかちゅう）「似髷蟲」（にけいちゅう）等蟲。雖然似乎隸屬各種地獄，但在女性獄卒占7成的眾合地獄中，似乎只有「鐵蟻」存在。
酒吞童子Jr.
大鬼族，酒吞童子的兒子，被鬼燈沿用為地獄新進人員，和父親同樣擁有嗜酒和酒後容易惹麻煩的特性。

#### 亡者
在人世中的人生結束後，在十王的裁判中被裁定有罪而來到地獄的亡者們，總共會接受以數百至萬年為單位的刑期。由於亡者無論受到怎麼樣嚴厲的酷刑都能立刻再生，因此除了盂蘭盆節外，都一直受到全天候的酷刑對待，另外也會被用來當作鬼燈的實驗材料或是獄卒拿來舒解壓力的道具。
貞子
相當兇暴的惡靈。從等活地獄中利用茄子經由電視線逃走，後來被以像是某個恐怖電影角色從電視中出來的方式順利逮捕。
民谷 伊右衛門（たみや いえもん）
聲：手塚弘道（日）；蔣鐵城（台）
烏天狗警察所通緝的亡者。在人世中，因為被妻子咒殺而成為某個怪談的來源。是個雖然夢想搭乘貓公車，但卻搞錯到搭乘朧車而會讓人覺得有點遺憾的帥哥。
賽河原中的孩子們
由於比雙親先去世而因此受到處罰（修行），直到結束後才能夠轉生（『到現世的畢業』）。順便一提，原本接受堆石頭的處罰，現在改成玩疊疊樂。
木村 碼紫愛（きむら めしあ）
賽河原中的孩子王。帶領孩子們企圖造反，但在鬼燈拿出針筒後，因此怕到投降。死因是吃太多，後來在鬼燈的協助下重新轉生，卻轉生成女孩子（轉生後被命名為「小百合」）。
佐佐木 桃羅流（ささき もらる）
參加賽河原叛亂中的其中一名孩子。是個名字看起來雖然看起來比別人更道德的女孩子，但其實個性自大到令人討厭。死因不明。
正太郎（しょうたろう）
「吉備津之釜」中的登場人物。被妻子・磯良施以比報恩再多100倍的仇，甚至再被施以比報仇更多100倍的恐怖。目前在吼吼處（こうこうしょ）地獄服刑中。

#### 烏天狗警察
負責取締獄卒及妖怪違法行為的機關。緊急救助電話是093（れいきゅうしゃ，靈車的日文拼音）。由於大部分成員都是烏天狗，因此不適合臥底工作。不過在忙碌的地獄中因為少有無聊的通報事件，讓他們的人手比現世還要充裕。近年來因為凶惡妖怪減少以及刑場内事件由獄卒管轄，所以讓烏天狗警察能碰到的大事件大幅減少，使他們只要有稍微大一點的事情就會開始行動。
源義經（みなもと の よしつね） / 牛若丸（うしわかまる）
聲：梶裕貴（日）；錢欣郁（台）
日本知名武將，在本作的形象為清秀的美少年，被鬼灯尊稱為「義經公」，已婚。生前被鞍馬天狗僧正坊當作孫子般疼愛，並透過後者的教導學會劍術，後來被兄長源賴朝逼上絕路，在絕望下親自手刃妻女後自盡。死後透過因為聽到「義經被迫自殺」的僧正坊的推薦（可憐）下而擔任烏天狗警察。由於他的美貌因此成為雜誌封面及烏天狗警察海報上的封面人物，另外也會發揮他的指揮能力。對於自己的瘦弱相當在意而希望成為猛男（也因此暫時改掉800年來喜歡吹笛的習慣，改吹阿爾卑斯山長型號角，動畫版則在盂蘭盆節祭展示自己的笛藝），讓他因此憧憬撒旦的模樣，不過也被鬼灯吐嘈說他的傳統形象已經定型而不應改變。會對健身用的營養用品過敏，只要嚐到就會出現蕁麻疹的症狀，讓他與長肌肉無緣。生前希望成為相撲力士，卻因為當時仕女們的反對，被迫修習長笛和舞蹈等較溫和的才藝。本編登場前的第6話就在『週刊三途之川』封面登場過。身高159公分。
是平將門之女瀧夜叉姬鍾情的對象，但本人對於瀧夜叉姬的追求感到傷透腦筋。
武藏坊辨慶（むさしぼうべんけい） 聲：後藤ヒロキ
源義經的忠臣，生前為了護主，於身中敵軍萬箭的狀況下站立身亡，死後擔任烏天狗警察宿舎的舍監的破戒僧。擅長肉類料理，有幽閉恐懼症。初次登場時，鬼灯為了測試日本俗話中的「辨慶的弱點」（比喻再強大的人也有他的弱點）是否為真，而往他身上攻擊。結果因為擅於忍耐的個性而沒有表現出來，遭鬼灯吐嘈說他應該忍住不要成為破戒僧才對。

#### 十王
在地獄中負責制裁亡者的法官。除了閻羅王以外，其他人的體格都很一般。
秦廣王（聲：松山鷹志（日）；黃天佑（台））
在亡者渡過三途川前，審查是否有罪的王。被人說是「秦廣王更像是閻羅王」。喜歡收集古董，因此秦廣廳中有許多他收集的盤子及壺。
小野篁（聲：井上剛（日）；蔣鐵城（台））
秦廣王手下的第一輔佐官，在秦廣王底下任職長達一千年。雖然是平安時代的貴族卻有一頭天然捲而且也有喜歡搞怪的個性。有一名妻子。鬼燈尊稱其為「篁卿家」。生前經由六道珍皇寺的水井來到地獄而迷路，因此被獄卒搞錯成是鬼而因此待了好幾天，於是剛好被前來巡查的鬼灯發現而與暫時與他交換身分到現世去。後來因為命人雕刻的閻羅王太像秦廣王，而因此被初來的亡者誤會秦廣王就是閻羅王，是個就算是史實人物也不缺話題的男人。
擅於棒球和騎射等運動，因為其搞怪天然呆的個性和作風，有著「野宰相」的名號。小白曾言篁和別西卜、白澤、閻羅王同為反映鬼燈的鏡子，但鬼燈卻是對此極力否認。因為和人形化的阿努比斯同為捲髮和掌管地獄事宜的緣故而相當投緣。
初江王（聲：佐佐健太（日）；孟慶府（台））
是負責對於受秦廣王裁判過的亡者，審查其有無努力渡過三途川之王。會找出與亡者生前有關係的動物作為證人，來判別亡者的罪刑。原先是與動物們一起住在仙境，所以非常喜愛動物，連初江廳的獄卒也全部雇用動物。後來在鬼燈帶著小白、柿助、琉璃男參訪其殿堂的時候，順勢詢問小白等人是否考慮來到他的殿堂工作，小白等人則是以已經在不喜處工作和想留在鬼燈身邊為由，婉拒初江王的邀請。
胖吉（聲：手塚弘道）
初江王王手下的第一輔佐官，一千年前的和漢親善大會登場的大貓熊，擅長外交的初江王看上牠聰明可愛的這一點將牠挖角過來。胖吉這個名字只是暫定。
宋帝王（聲：鈴木琢磨（日）；蔣鐵城（台））
負責審查有無邪淫罪（主要是性犯罪、痴漢與性騷擾）之王。留著白鬍子的老者。
禊萩（聲：長谷川芳明（日）；黃天佑（台））
宋帝王手下第一輔佐官的鬼神。從一般鬼獄卒一路進昇到現在的位置，鬼灯曰「是個勤奮的輔佐官」。但因為有手腳冰冷的情形而會穿著附有神鹿（しんろく）鹿角的服裝，這樣的造型讓他與宋帝王經常被搞錯成是「聖誕老人與馴鹿」。另外對於宋帝廳因為得不到媒體的採訪成為相當無趣的存在以及自己的臉像是大眾臉一樣而感到困擾。
與弟切丑寅的女兒交往。後來在漫畫269話和270話正式結婚。
漢和豔（猫と蛇）
為了看穿亡者的話的真假而由眾合地獄派過來的動物獄卒。漢（雄貓）可以根據男性亡者眼睛的動向，豔（母蛇）可以從女性亡者的味道分辯其真偽，在有罪時，會朝亡者的性器官部位咬下去。漢的家族歷代服侍宋帝王，至其為止以傳承至第五代，非常不喜歡別人直呼其名，個性也是我行我素，曾經擅用經費購入賽格威來玩，擅長寶萊塢舞蹈和瑜珈，也經常去健身房和進行芳香療法；豔的個性好勝。由於兩者日文名字合併起來的讀音跟「肝炎」相同而頗為在意。
五官王（聲：佐藤奏美（日）；本名陽子(第二期)（日）；錢欣郁（台））
根據亡者的重量來裁判的王。看起來像是年輕的女性，配戴天秤般的蓮花頭飾和青色耳墜。和五道轉輪王並列為十王中獲訪率最高的王。
樒（聲：坂本千夏（日）；陳凱婷（港））
五官王手下第一輔佐官的女性鬼神。外貌和性格都十分和藹可親，配戴眼鏡。由於很會照顧人，被獄卒當成像是母親般仰幕的「強力輔佐官」，負責五官廳的食堂菜單。一方面卻是個天秤狂而因此與從埃及過來的阿努比斯相當合得來。秤量罪行時會使用『業秤』將亡者與巨岩放在同個秤上，在亡者較重（＝有罪）時，會施以「打屁股一百下」處罰（鬼灯曰是「五官廳名物」）。
閻羅王
請看「主要人物」。
變成王（聲：（日）；黃天佑（台））
負責四十二日時裁判的王。是個富有創造力且精於製作機械的人，故其殿裡佈滿著許多機械製品。和技術課有密切往來。計畫要讓許多十王殿變成全自動化省卻審判時間。
焙烙齋 聲：二又一成
輔佐變成王的發明家，頭戴像是鳥頭造型的飛行兜帽，因為年事已高，有重聽和體能衰弱等問題。為變成殿的機械開發付出許多貢獻。有位容貌可愛的孫女，並採用孫女的外型作為芽芽子的設計原型。
芽芽子
焙烙齋開發的首個自動化機械輔佐官，由鬼燈提供莉莉絲贈與的詛咒人偶製成，平常是可愛的人偶，但是負責捉拿和審判亡者時就會變得像鬼神般可怕。
泰山王
負責四十九日時裁判的王。留著分岔鬍子的男士。從這邊會進行結審。
天之御柱/神馬樹/淤能碁呂樹
太山廳第一輔佐官，是伊邪那岐和伊邪那美所創造的淤能碁呂島上的神樹。知曉所有現世和彼世的事情。 因為聲音太小所以藉由操縱蟲子來傳達或接受各種資訊。必要時甚至能召喚蟲子大軍。和木靈是同類，因為高齡所以連精靈的部分也行動不便，但能做到小範圍活動。目前打算隱退。
平等王
負責百日時裁判的王。有雙長耳垂且笑容可掬的年長男性。從這邊會進行再審。在現世活動時，喜歡穿著紳士風的衣裝，無論是性格還是其舉止，都被地獄大眾公認為是紳士的典範，連蜜姬亦將其評為「可頒發諾貝爾紳士獎」的對象。
田吾作/弟切丑寅
平等王王手下的第一輔佐官。生前是名江戶時代的亡者，因俊俏的外貌而深得異性緣，常利用外型優勢以陽忍的身分從事諜報活動(有三十一名夭折的孩子)，是名非常優秀的忍者，看似要因色魔而要下眾合地獄服刑，但實際上他因為工作的關係，內戰得以提早結束，還因為密碼得以破解而防止了慘案的發生，加上因救人而死，享年35歲。由於條件反射的關係，因此遇到突襲/敏感字眼等便會進入禦敵模式。身上穿著的羽織表面上是禦寒，實則是為了把各種武器藏在身上。在彼世則被說像是水門黃門與彌七。而與平等王去現世視察的時候以老爺和司機的身分前去，被說是本色出演。
都市王（聲：（日））
負責倒數第二審的王。看起來像是個優雅的老婆婆，手持刑具為割掉說謊者舌頭的大型剪刀。所在宮殿處種滿大面積的竹林。於其宮殿受審的死者們必須打開面前的藤條箱，並遭受藏於箱中和其生前罪行惡劣程度相對應的怪物或火焰攻擊。
葛
輔佐都市王的麻雀。由於處罰亡者而自稱為「剪舌雀」。親戚中有個舌頭被剪的姪女。個性喜歡虛張聲勢，但唯獨在鬼燈問及伏見稻荷神社的特產（麻雀串燒）時會面露懼色。
五道轉輪王（聲：手塚弘道（日）；孟慶府（台））
最後一審的王。從外貌看來是個溫和派的青年。雖然聰明有禮卻會有 天然呆的一面。暱稱其輔佐官為「小中」。生前是一名中國道士，擅長的法術為叫醒殭屍的召鬼法和返魂之術，除了此術之外對其他法術一竅不通，但也因為其擅長操控其餘鬼神無法控制的殭屍的緣故，於數百年前被地獄招攬至十王殿，任命為負責最終審的王，連帶解決當時審判亡者的效率和亡者脫逃的問題。由於身為道士而不能結婚，故僅將中視為女兒般看待。鬼燈曰「對十王殿而言是不可或缺的人物」。
中
五道轉輪王的第一輔佐官，是一名綁著丸子頭，外型可人的女殭屍，有著人類沒有的怪力。一般不在室內辦公，因為不擅長計算方面的文書工作，所以唯一的工作就是負責捉拿因為不服判決結果而逃走的亡者，不論男女都會施以怪力攻擊，就連鬼燈都擋不住她的怪力而被她踢飛過，也導致五道轉輪王的裁判所周圍的牆都是一副被破壞後的狀態。而中的名稱的由來，是因為過去五道轉輪王在生前跟夥伴打麻將時，不小心使出了召鬼法喚醒了一位女孩子的屍體（也就是後來的中），由於該名女性的遺體保存狀態甚佳，隨後湊巧身旁麻將上的字就是一個中字，所以陰錯陽差的給她取了這名子，將其收為侍從。喜歡具有特殊詛咒風格的精美玩偶。
昔日與白澤是情侶（第四話將白澤丟出去的就是她），也是地獄的動畫鬼卒道士 中國天使的主角原型。懂得使用白澤傳授的秘術「剪紙成兵術」。雖然畫的不錯但想像力太恐怖，導致會出現凶暴的怪物給周圍帶來危險，有時也會使用法術和白澤互相報復，懂得下蠱。手機裡存放著博物館或神社中的白澤雕像，只要看一看笑到肚子痛之後就什麼都過去了。

#### 住人
即獄卒以外，一般的鬼及妖怪與一部分沒到地獄的亡者。因為除了獄卒以外的人都無法進入刑場，加上人世與黃泉間的簽證限制多，所以原來地獄出身的一般鬼神、妖怪無法知道亡者及人世的事情。因此有關現世的情報，基本上都是從電視、書報等媒體物情報以及獲得無罪赦免的亡者身上知道。
另外本作中的日本冥界是「西裝尚未普及的現代社會」，所以服裝基本上都是和服。就算是公司職員、偶像與模特兒也毫無例外。但年輕的女性會加上長靴或裙子。

##### 鬼
出身及種類相當多樣，特徴則都是「有角」「60％都是天然捲」。臂力優秀且強壯，因此多由他們擔當地獄獄卒的主要組成人選，同時也擁有受傷後可以快速復原的體質。因為愛喝酒而因此被其他種族稱為「蟒蛇」（即酒豪）。其中最強的鬼則被稱為「鬼神」。
碧姬‧瑪琪 / 蜜桃·真紀（ピーチ・マキ）
本名為真黍（まきび）。當紅的女偶像。当初以「清純派」為賣點，但由於小判所寫的小報影響轉型成為「惡女角色」。之後改為「天然呆系」並且出CD。原本小判及瑪姬都懷疑CD可能賣不好，但似乎後來出乎意料的好。出道前在小雜貨店工作，所以遇到會影響店內經營的「竊盜」時，會性格驟變。雖然是地獄居民卻會有天然呆的一面，對於地獄有關的知識也相當低，雖然不曉得鬼燈的名字，但似乎知道閻羅王是誰。雖然常因為小報等流言引起騷動，但反而會帶來意想不到的人氣而因此感到困擾。
在金魚草大使選拔中，由於從唐瓜那邊聽到自己吃的糖果原料來自金魚草而立刻慘叫起來，但反而因為這道完美的慘叫聲加上「眼睛瞪大到像是金魚一樣」而被鬼燈等評審選為大使。因此讓他的服裝從原來的桃子造型改成金魚造型，另外因為參加某個活動造成的騷動的機會下，因此與蜜姬組成搭檔。
釜彦（聲：坂熊孝彥（日））
通稱「釜小姐」。金魚草選拔會的創始人和評審。本業是設計師。在碧琪·瑪姬擔任金魚草大使以來，就擔任她的造型設計師，本身的實力和人脈而被瑪姬認為是「演藝界的幕後黑手」。另外創立的品牌名稱是「Comer×Comer（小姐×小姐）」並且在有名的百貨公司有專櫃而相當有人氣。
原來是獄卒並且在記錄課工作。是五兄妹的長男，下面有三個妹妹以及在同樣部門工作的小弟即次男葉雞頭，大家長相也相當相似（但自己的性格和弟弟完全不同）。
月草（つきくさ）　　　　　　　　　　　　　　　
釜彦的妹妹，五兄弟姐妹中的長女。在哥哥・釜彦的事務所擔任設計師。將頭髮往上綁成一團。負責瑪姬在妖精服裝造型。
青花（あおばな）
釜彦的妹妹，五兄弟姐妹中的次女。職業是化裝師。留著短髮。與姐姐月草一起負責瑪姬的化粧。
露草（つゆくさ）
釜彦的妹妹，五兄弟姐妹中的三女。職業是活動企畫。留著一頭蓬鬆的長髮。　
鬼蓮
為獄立焦熱小学校副校長並且有500年資歷。長相被學生們稱為「尤達老師」「尤達大師」。順便一提，唐瓜、茄子、瑪姬、美琪也出身同樣的學校。
教學處教師
在私塾（小学）前身的教育機関擔任教師的鬼。曾遭到小時候的鬼燈惡整過。
唐瓜的雙親
唐瓜和其姐姐的父母，父親是喜歡在家時穿戴腰捲且不喜歡西式甜食的中年男子，母親則是習慣戴髮捲穿圍裙且對貓過敏的婦人。後來唐瓜招待鬼燈和茄子來到家裡時，鬼燈甚至興奮地想拿手機將兩人的模樣拍下來。
甜瓜聲：佐藤奏美（日）；富岡美沙子(日)(第二期)；郭馨雅（台）
喜歡網購的OL，唐瓜的姐姐，其名於漫畫第157話提及。很在意自己的貧乳及大屁股，因此常買內褲及減肥商品(但除了唐瓜外，其他家人都不反對)，姐弟長相極似。
過去曾為不良少女，還一度當上首領，所以撥空前去探視唐瓜時，因為被人偷錢而狠狠地教訓了小偷，讓兇猛的獄卒見識到她可怕的迫力(唐瓜曰「是所謂沒有常識的不良人物」)，被推測唐瓜的M傾向與其S相關，也因為曾是不良少女，所以重視人情義理而相當有禮貌並且很疼愛自己的弟弟。鬼燈評價為「健全的享受了青春並步上大人的階梯」。
因強大的右鉤拳受鬼燈賞識，認為是不當獄卒可惜的人材。過去茄子因為其爽朗照顧人的個性而暗戀著她，和同樣有著叛逆品味的火車相當投緣。
對鬼灯有好感，在他面前的態度會大大改變，講話也會像是「清純的少女」般。雖然有一度想修習新娘課程，但是料理手藝卻是災難性的可怕。
茄子的母親（茄子の母）聲：種崎敦美（日）
於漫畫第76話和漫畫67話短暫登場，有著三根頭角的賢淑美人，和茄子同樣有著凌亂的髮型和脫線善良的個性，無論茄子有無在學校惹出麻煩，都會每週親自造訪校長室懇談和關心茄子的上學情形。後來在鬼燈和唐瓜陪同茄子返家時，負責招待鬼燈等人。
莓莓子（苺々子）
焙烙斎的孫女，也是變成廳中同名機關人偶莓莓子的原型參考，和閻魔大王的孫子以及丙是同學兼玩伴，其外表被鬼燈吐槽竟然拿這麼可愛的孫女當作恐怖人偶的原型，遺傳了祖父製作高科技產品的能力，未來的夢想是在技術課工作。

##### 妖怪
是在人中相當長壽的人或得到意志・妖力而可以變身的器物以及其子孫。
『貓又社』的貓又們
地獄中的媒體出版社之一，如社名一樣，裡面的職員都是貓又。總共有八卦雜誌『週刊三途之川』編輯部（由雜種的貓又負責）及負責正統報導的『報導部』（由純種貓又負責）。
小判（聲：杉山紀彰（日）；蔣鐵城（台））
『週刊三途之川』編輯部所屬記者。是個看似雜種猫又並且有兩隻尾巴。基本上是喜歡找「題材」的八卦記者，但對報導部有相當的敵意。因為好幾次被鬼燈所整，讓他還因此壓力大到得胃潰瘍而相當害怕他。
過去在人世中是吉原的遊女大判（聲：植田佳奈（日））所飼養的寵物，但由於主人大判作出的蠢事讓牠成為「掉到堆肥的貓」而出名，因此讓牠一直不信任任何人而只會利用別人生存下去。在地獄中曾被碧琪瑪姬飼養過，雖然在瑪姬生氣時會露出楚楚可憐的模樣來換得原諒，不過現在已經行不通了。此外由於身為貓的緣故，讓牠非常討厭狗。
噴嚏
編輯長（ニャンしゅうちょう）。個性急燥。在有新職員的會議中一定會先說 「我是編輯長。有個名字。叫作噴嚏」，與小判會一搭一唱。
有著擊敗巨人的長靴貓、Nontan、活了一百萬次的貓和黑貓魯道夫等等以訛傳訛的奇怪稱號及傳說。
鞠（聲：佐藤奏美（日））
的編輯（ニャンしゅうしゃ）。與小判同様曾在人世中被遊女飼養。作事敏捷而冷血。

只有名字登場。擔任經理並且與小判及鞠一樣曾被遊女飼養。
妲己（聲：柚木涼香（日）；錢欣郁（台））
別名・玉藻前。前髮經常蓋住左眼。是隻在古代印度及中国都曾誘惑過國王，而因此滅國的 九尾狐。鬼灯曰「是隻超S的妖怪」。在日本因為被陰陽師看穿真面目，而化身為蟬，但因為被池子映出真面目而最後變身為石頭後，在眾合地獄經營黑心妓院『花割烹狐御前』。與莉莉絲是好友並且還一起組成『世界惡女會』。雖然一直在找「好男人」，但也表示找不到沒有像是紂王一樣的好男人。
→的狐狸們
檎（ごん|，聲：細谷佳正（日））
負責吸引客人到妲己的店的狐狸妖怪。身為野干，是那種典型的不愛工作的廢材。由於中途從私塾輟學而不能擔任獄卒，不過因為擅於變身，被小判說「比起狐狸更像是狸貓吧」。雖然負責妲己所開設的姐妹店，卻因為好賭而一直沒什麼錢，積欠不少債務。與小判有一些孽緣。他煙斗中散發出的煙霧會隨著對話及狀況而變成相關的形狀，有時小判會從其口裡搜集到可貴的情報。
海鞘（ホヤ） / 葉之兵衛（はのべぇ）聲：長谷川芳明（日）
雜燴粥（オジヤ） / 枝兵衛（えだべぇ）聲：後藤ヒロキ（日）
墨西哥薄餅（トルティーヤ） / 花兵衛（はなべぇ）聲：手塚ヒロミテ（日）
『狐の婿入り』裡面擔任牛郎的狐狸們。由檎所給假名中都會加個「小○○」。海鞘、雜燴粥、墨西哥薄餅三人則是4兄妹中的3兄弟。
曾向來店的鬼燈請教如何當個S男，但由於表現太輕浮而被全面否定，還被完全就是S的鬼燈指謫說『你們根本誤會了什麼是「S」』『太做作而被看穿』，並且給出不同的建議，讓他們反而變回原來狐狸可愛的模樣，改行為「狐狸咖啡廳」而重新提升業績。
朧車
声 - 勝杏里、下山吉光（日）；陳幼文（台）
地獄中代替汽車的妖怪。裡面也有『朧車有限公司』的計程車公司。這些朧車們深信自己與貓公車都是一樣。雖然一般人看不出來，但其實他們都是不同的個體，包括茄子的父親及其親戚。
絲瓜
茄子的堂親（父親哥哥的兒子）。工作中，曾被於岩之夫劫機。
提燈於岩（聲：渡邊明乃（日）；錢欣郁（台））
朧車中負責照明的燈籠妖怪。與其他燈籠妖怪不同的是相當長舌，造型則是以咒殺丈夫那個怪談為基礎。地獄中偶然遇到丈夫伊右衛門後，從那以來就變成喜歡跟著伊右衛門跟蹤狂。
付喪神（つくもがみ）
刑場中已經有久遠資歷的鍋釜妖怪。因為自己不能移動，所以對於如何處理自己的事情會相當囉嗦。也有被加工為不沾鍋。
分福茶釜（ぶんぶくちゃがま）
過去盡力幫助人類的好狸貓。但好幾次被痛恨貍貓的芥子誤會是殺害老婆婆的貍貓而遭到牠的攻擊。
僧正坊
聲：{{link-ja|佐々健太}（日）；蔣鐵城（台）
年邁的鞍馬天狗，於源義經少年時期指導其劍術，將其視為孫子般疼愛，在源義經自盡後憐其遭遇，推薦對方成為烏天狗警察的成員。
座敷童子（ざしきわらし） / 一子（いちこ）& 二子（にこ）
聲：佐藤聰美(一子)聲：小倉唯(二子)（日）；廖欣怡(一子)（港）
像是市松人偶的女雙胞胎妖怪。個性嚴厲，因此被鬼燈當作女兒般疼愛（桃太郎曰：像是溺愛姪女的舅舅）。在前面講話留著黑髮穿著黑和服的是一子，在後面講話留著白髮穿著白和服的是二子。
原本住在人世中的岩手縣內的廢屋中，後來被出差的鬼灯帶到地獄來。由於在玩具店中遇到桃太郎而曾偷偷住到極樂滿月住，之後被鬼燈帶到閻王殿中（似乎是鬼燈想要實驗一下結果，迫使閻羅王可以認真工作）。後來以不同於在人世中的印象而被周圍的人所認識。
原本鬼燈為她們取名為「一」及「二」，但因為「討厭二」而再加上「子」成為「一子」及「二子」。
擅長開鎖進入別人家，還能夠無視重力而站在牆璧及柱子上。另外也喜歡幫所住的商家的住戶與客人取名，甚至是監督商家公司職員工作的情形。對於認真工作的對象會鼓勵讚美對方，若是怠於工作的對象則會遭受其嚴厲的批判。後被鬼燈任命為閻羅廳的監督人員，負責監察司命和司錄的工作狀態。
因為自身特性使然，喜歡紅豆類食品，經常現身人世間和人類玩耍，為了照護玩過頭受傷的人類而學會按摩推拿等技巧。會憧憬現世中的可愛童裝和喜歡玩耍惡作劇，夜半時分會特別活躍，但在枕邊和神龕放綠豆糕會讓兩者安份。
蜜姬/美纪(ミキ)
聲：諏訪彩花（日）
野干哥德蘿莉系的偶像歌手。本名為幹（みき），與瑪姬是同期生兼同事務所。語尾會加個「喵（ニャン）字」，但這是事務所的方針而與本人個性無關。
本來是位聲音低沉又有禮貌的人，但在表演時會表現得相當興奮，所以有時會因此抓狂一下。曾自虐地說過「自己是不會賣的偶像歌手」，並因為偶像角色的設定而被家人們遠離。是4兄妹的小妹，上面的3個哥哥就是前述的狐狸咖啡店的海鞘、雜燴粥、墨西哥薄餅。
由於曾與瑪姬一起經歷某個活動（中的麻煩），因此組成，並且成為人氣團體。與瑪姬雖然出身同間學校，但學年不同。
由於在猜迷節目中可以立刻回答計算題，因此作為「很普通卻又會念書的偶像」而讓人驚訝，實際上從過去就很擅長讀書並拿到教師證，不過相反的卻不擅長變身（反過來是哥哥擅長變身，卻不會念書），此外因為料理手藝糟得連依照食譜記載的方式製作都會出狀況，所以很擔心節目出現需要製作料理的橋段，卻因為經紀人提出「需要維持職業藝人的形象」的要求而不能精進料理手藝。
其後在鬼燈的請求下，藉著三名兄長的變身能力並運用自身的教學專長教授地獄裡的小孩們有關地獄的知識而人氣上漲，現時成為教學節目的主持人。
小豆洗
僅在對話中提及，會在河邊磨著豆粉邊唱歌的妖怪，別西卜曾戲言若是邀請祂當DJ會是不錯的出路，結果意外地連鬼燈也認同這個想法。動畫版則在盂蘭盆節祭接近尾聲的當晚受邀擔任節慶DJ。
守鶴 本
「紺本寺」的住持，外型像是年邁狸貓，實為妖怪守鶴。現世裡傳說擁有神奇茶壺的守鶴和尚，便是祂的偽裝化身。經常主動將福茶分送給人類，藉此廣結善緣，同時也是分福茶釜的師父。但由於年事已高，導致體力大不如前，經常在對話間講起自己的昔日風光，有時候還會講低級笑話令旁人啞口無言。和同為住持的白藏主紺水火不容。
白藏主 紺
「紺本寺」的住持，為吃掉和尚後偽裝成和尚的高齡母妖狐。由於狸貓和狐狸的種族仇恨情結而和守鶴 本長期不合。
髮切
地獄中的理髮廳「毛羽毛現」的理髮師兼店主，有著鳥喙般的嘴唇和剪刀般的雙手，喜歡推銷店裡的染髮服務和自吹自擂而引來鬼燈的反感，最後更因為將鬼燈和小野篁的頭髮弄得亂七八糟，反遭鬼灯修理了一頓。
黑髮切
地獄中的理髮廳「毛羽毛現」的理髮師，全身烏黑，嘴巴還會滲出唾液的妖怪，習慣用嘴巴切斷別人的頭髮。鬼燈和小野篁初次光顧店裡時，嘴邊還殘留著血漬，被鬼燈和小野篁吐槽「連客人的頭皮都剪掉了」。
髮鬼
地獄中的理髮廳「毛羽毛現」的接髮師，為不停長頭髮的妖怪。因為髮切不慎剪壞鬼燈和小野篁的頭髮，轉而將兩人的頭髮接成長髮，結果不僅讓身為店主的髮切被鬼燈痛扁，還導致小野篁被妻子誤認成毛羽毛現。最後由小野篁的妻子協助修剪兩人的頭髮，才結束這場風波。
轆轤首
有著長頸的女妖怪，因為不適應快速變遷的現世都會生活和現代人習慣使用LED燈照明的特性，轉而搬遷至地獄生活。
瓢簞鯰 聲：龍田直樹
容貌神似鯰魚的矮小妖怪，實為妖怪滑瓢，因為其聲音小和不顯眼的外貌，導致祂在光顧店家結帳時經常被忽略，讓多家店鋪誤認為有白吃白喝的客人在店裡賴帳。
山姥
外貌形似老婆婆，隱居在山間的妖怪，會對任何擅闖住宅的對象展開攻擊。
牛鬼
形似蜘蛛的兇猛妖怪，牛頭為詢問適合贈與其的結婚賀禮而特地請教白澤，鬼燈得知後建議牛頭直接贈與幾名亡者做為其食物和賀禮。
酒吞童子
大鬼族，昔日於丹波國作祟而被源賴光率眾使計除去的惡鬼，目前在地獄經營「酒吞酒造」的酒行，被琉璃男形容找到了自己的天職。
隱神刑部
身為八百八狸總大將的傳說妖怪，在眾合地獄的花街同樣經營妓院，但相較妲己的妓院都是較為苗條的姑娘，他店裡面的姑娘體型都是主打豐滿圓潤，所以勢力並無妲己來的龐大，也對其店內的風格較為反感。
信樂太夫
隱神刑部的女兒，個性友善平易近人，也是擅長變身、料理和攬客的高手，擅長在關店後的一小時內針任何不同的客人發送LINE的ID、電子郵件，甚至是呼叫器號碼或手寫郵件。曾經在鬼燈的主持下和妲己展開變身競賽，雖作為勝方但佩服於妲己的尊嚴。

##### 亡者
即地獄制度制定前就存在的亡者，或著因為判決不用墜入地獄的人。另外也多有因為功績而原本住在天国的人。
伊邪那美
過去統治黃泉的女王。在「黃泉的歷史觀」中是最初創造日本的天神之一。由於丈夫・伊奘諾尊（聲：後藤ヒロキ）破壞與她的約定而發誓要殺害一千名他国家（人世）的人民。隨後黃泉分成天國與地獄後，由閻羅王擔任初代輔佐官而創作許多地獄（但也作了許多沒道理的地獄）。本作中住在大燒處中的宮殿內隱居。宮殿由鬼燈設計，裡面的柱子上所捆綁的亡者都是過去將鬼燈作為祭品的村民們，後因為厭倦多年不變的裝潢，經由茄子的巧手設計和鬼灯的修改，讓宮殿的柱飾變成全新的模樣，事後卻對於鬼灯的審美品味感到相當疑惑和汗顏。
磯良（いそら）
為 「吉備津の釜」的登場人物。發誓要將對丈夫・正太郎恩情回以100倍的仇，並且還更加要回以100倍恐怖的怨靈，自稱「充滿恨意的女人中的黑馬」。與提燈於岩・伊邪那美一起擔任吼吼處地獄（恩將仇報之人的地獄）講演會的講師。由於難以對他進行處罰，加上沒有像貞子一樣進行無差別的恐怖活動而被減刑。
大判（おおばん）
過去在人世中飼養小判的妓女。因為考量到她是殉情而死而得以免刑，但因為在花街上作黑心生意而與許久不見前來調查的小判吵架，不小心說出「作黑心生意有什麼不好」而被鬼燈抓到證據而送到源義經那裡舉發。
葛飾北齋
在地獄中也很有名的畫家，200年前在閻王殿的城牆上製作壁画『針山與炎』（唐瓜曰「值得S級国宝」）。但之後由鬼燈決定讓茄子在牆上作畫蓋掉，雖然使得唐瓜說出「不會被罵嗎」而感到不安，但因為本人在漫画雜誌『丑時』擔任漫畫家而且像生前一樣喜歡時常搬家而似乎不會在意這件事。
聖德太子
千年前參與競技比賽者的歷史名人之一。
諸葛孔明
千年前參與競技比賽者的歷史名人之一。為三國時期的著名軍師。
楊貴妃
千年前觀賞競技比賽者的歷史名人之一。為中國公認的四大美女之一。
小野小町
千年前觀賞競技比賽者的歷史名人之一。為日本公認的歷史美女兼文學家，並且在觀賽期間親自為擔任評審的鬼燈作了首和歌。
小野篁的妻子
本名未詳，屬於小家碧玉型的女子，和身為夫君的篁鶼鰈情深。因為同是平安時期的人，經常在幫丈夫準備便當時，用海苔在飯上鋪著晚餐菜色的和歌預告，以至於篁總是要用和歌規格的信件回覆她的問題，卻也因此得到鬼燈的好評。剪髮技藝普通，總是幫有著天然捲的篁修剪頭髮，後來鬼燈和篁被「毛羽毛現」的理髮廳妖怪將頭髮弄得亂七八糟的時候，正是委託她協助兩人將頭髮修剪成原樣。
平賀源內
日本江戶時代著名的博物學者、蘭學者、醫生、作家、發明家、畫家。在本作曾受鬼燈委託，改造閻羅王殿內的淨琉璃鏡。
平將門
日本桓武天皇的五世孫，戰死後被加封為八百萬神明之一。
崇德天皇
被列為日本三大名妖怪之一的天皇，死後成為怨靈做祟為害百姓，後被加封為八百萬神明之一。
菅原道真
日本知名學者和政治家，在含冤死去後化成怨靈，於京城降下落雷擊中皇宮清涼殿，引發多種異象，後被加封為八百萬神明之一。
瀧夜叉姬 聲：悠木碧
平將門之女，為了替父親報仇，於丑時向神明立誓獲得御妖之術的女子，後來再次使用御妖之術的時候，不慎將鬼燈呼喚出來，企圖令鬼燈聽命不成，反被其擊敗。死後十王考量其動機係為父報仇而給予減刑，居住在眾合地獄的骷髏城。平常除了閱讀枕草子之外，從不看電視新聞和報紙。因為偶然見到源義經的海報而對後者一見鍾情，但因害羞怯於表白，屢次打無聲電話給烏天狗警察，鬼燈和源義經親自登門拜訪並詢問原委，源義經則藉此婉拒她的告白，請她另尋其他對象，反讓瀧夜叉姬的屬下和烏天狗們爆發肢體衝突。後經過源義經的勸導而決定不再打警局電話騷擾對方，仍希望探聽到源義經的手機號碼。
猿飛佐助
日本知名忍者，身故後成為熱衷攝影的攝影師，以每張照片要價五百日圓的價格從事攝影活動。
一休
日本知名的僧侶，以豪放不羈的作風為人所知，為地獄太夫的師傅。
八百比丘尼
日本傳說中因為誤食人魚肉長生不老，感嘆世事無常出家為尼，最終以八百歲高齡在山洞絕食圓寂的女子。過身後待在地獄博物館擔任水族館區人魚表演池的主持人。
弟切 丙（おとぎり ひのえ）
弟切丑寅的其中一名女兒，和閻魔大王的孫子以及莓莓子做為同學兼玩伴，無論是外表還是特質在家裡眾多兄弟姊妹中與作為父親弟切丑寅最為相似，也很有看男人的眼光和靠外貌優勢敷衍事情的特質。
夢想是跟自己的姐姐一樣在眾合地獄擔任獄卒。

#### 其他人
金魚草（きんぎょそう）
鬼燈經由品種改良成的觀賞用寵物。被分類為「動植物」，與人世中存在的「金魚草」有所不同，花長得就像是金魚一樣。最長壽的品種能夠超過3公尺高。毎年秋天花的樣子會變紅，中間還會變成紅紫色（唐瓜曰「看起來像是發紺」），在收藏家間似乎有「雜亂的 綠松石」之名而相當高價。擁有許多愛好家，因此每年秋天時會舉辦選拔會。另外不同個體似乎會有不同叫聲，也可以用來溝通。另外由鬼燈培育的品種，還擁有可以自己行走的能力。
不但可食用（作中被作成生魚片，也可以變成烤魚），白澤也會將枯萎的100隻金魚草加以熬煮出的汁液作為精力劑販售。桃太郎則是表示「雖然可以變強壯，但會不會讓人變奇怪」而感到不安，不過白澤說「完全沒有副作用」。
蔓德拉
傳說中擁有人臉的根莖植物，只要被拔出土裡就會發出淒厲的尖叫聲。在地獄小學裡的花藝金獎作品，正是用金魚草和蔓德拉作成的。
天照大神
只有名字登場。是古代日本神話的太陽神。因為和弟弟須佐之男命發生爭執而閉關天岩屋戶裡，一度導致天下大亂，直至天宇受賣命使計半裸跳舞引其出洞，才結束這場風波。據鬼燈在漫畫第162話所稱，若是層次很高的偉人身故，她甚至會和如來佛現身迎接對方。
月讀命
只有名字登場。是古代日本神話的月神。在本作中的設定則是輝夜姬的上司。
須佐之男命（すさのをのみこと） / スサノヲ
只有名字登場。是古代日本神話有名的英雄，但被白澤曰「是個給人帶來麻煩的傢伙」，不但因為與姐姐天照大神吵架而在她的宮殿上大便，之後還到處搗亂，讓姐姐因此氣到自我封閉在天岩屋戶中。讓聽到他的經歷的桃太郎說出「還有比第1話的我更不良的傢伙」。
黃帝（こうてい）
白澤的回憶中登場。不但留下中国最古老的醫書，還發明文字、算數及養蠶並且制訂音律的傳說的皇帝。作中偶然發現掉入人間的白澤而將他抓起來。因為看不懂白澤畫的妖怪，只好命國內最好的畫師幫他畫。讓聽到這段故事的鬼燈說出「真是英明的決定」。
伊奘諾尊
伊邪那美命的丈夫。因為打破與去世的伊邪那美命的約定，讓伊邪那美命氣到說出「要每天殺害一千名你國家中的人」，他則以「如果這樣我會每天生出一千五百個人」來回應。另外伊邪那美命提到他時曰「以現在來看留小鬍子雖然很遜，但當時可是個美男子」。
埴山姫（はにやまひめ）、水罔女（みずはのめ）
從伊邪那美命身上出生的女神二人組，是人人已忘去的廁所之神。從西式廁所登場開始，為了怕被人說老舊，改以短髮又穿著有繫肩帶的裙子的造型出現。由於被人敲門時隨便地回應造成恐慌，而因此被叫作「廁所裡的花子」。之後因為花子熱消失，令她們無法接受而搬到閻王殿的廁所中，並且在鬼燈的說服下回復原貌，回到現在繼續守護廁所。
大國主
於漫畫第79話提及，最初統一日本中部，擁有八十個兄弟，個性輕浮但溫柔慈祥的神明。其和兄弟因為愛慕著因幡國的美人八上比賣而聞名日本彼界，後因為替被鯊魚剝去毛皮的因幡白兔療傷，最終如願抱得美人歸。
因幡（聲：福島潤）
因為 因幡之白兔而為人熟知的兔子。擁有讓人不覺得是神的使者而相當我行我素的個性。就算在兔子的連誼中也一樣，結果因為對芥子說出禁句而被牠剝了一部份的皮。
鬼島上的鬼
是過去被桃太郎打倒的瘟鬼老夫婦（おんき）。當時擁有會散播疾病給人帶來麻煩的特技。雖然在室町時代時會散播疾病時趁亂偷盜金錢，但在上年紀後，丈夫只能散佈感冒，妻子也只會去偷蔬菜。夫妻倆一邊擔心著自己兒子的將來，一邊卻又嬌縱他，因此被桃太郎說教一番。
早流（はやる）
夫婦鬼的兒子。是個喜歡地獄動畫「中國天使」中的登場人物・天使小鶯而一整天在玩電腦的尼特族。雖然雙親很擔心他的將來，實際上則是偷偷製作電腦病毒要散播出去，後來被鬼燈發現而讓烏天狗警察逮捕他。
輝夜姬
搬到桃源鄉附近的 竹取物語的主角。有著寬臉、膺勾鼻的面貌，是個像是從古代繪卷走出來的前絕世美女。相當憧憬美麗，在某時期因為受歡迎而變得相當自大，因此被上司月讀命憤而驅逐到人間。之後因為醒悟而回到高天原。在現代日本中雖然被看作是醜女，但因為本人有一段時期是時代的美人而感到滿足，因此不會特別在意。
清少納言
平安時代的有名女流作家。擁有敏鋭的感性，逐一使用最先進的化粧並且會改善体型，經常享受著現在的流行打扮。擁有一個「續・枕草子」的美容部落格。
海辛彥
木花咲耶姬的長子。擅長釣魚。因為弟弟山辛彥與之交換工具，卻弄丟他的魚鉤，堅持要對方將他的魚鉤取回。
山辛彥
木花咲耶姬的么子，豐玉姬的前夫。擅長打獵。和兄長海辛彥交換工具後，不慎弄丟他的魚鉤，經由塩椎老者的協助抵達龍宮城，邂逅海神之女豐玉姬並從對方手裡取得延壽的藥丹，卻在和豐玉姬結婚後，撞見其化為鯊魚的原型分娩，嚇得頭也不回的離開其身邊。另外山辛彥因為曾在龍宮城服用延命的金丹，所以才會活至580歲的高齡。
商紂王
生前寵幸妲己而危害百姓，最後被周武王率君討伐，轉而身著華衣配戴玉飾自焚的暴君。
垢太郎/ 力太郎
日本民間故事裡，由老夫婦的汙垢雕塑而成，化為真人結識同伴，最後成功討伐鬼隻的故事人物。在本作中的形象則是外貌略顯不修邊幅的男子，於民間故事人物聯誼會認識桃太郎並與之成為朋友。
宇迦御魂（聲：種崎敦美）
僅在回憶中提及，為穀物和豐收之神，外型清純的女神，和荼吉尼是相對的存在。因為荼吉尼和妲己為害天下，使人民誤認為是稻荷神發怒降災，令無辜遭受冤枉的宇迦之御魂神出面向荼吉尼和妲己討回公道，最後在鬼燈的調停下持續維持稻荷神的善面（荼吉尼則擔任稻荷神的惡面）。其手下的神使狐亦擔任著監視將死之人的職務。
無耳芳一
日本怪談中出名的眼盲法師，擅於彈奏琵琶，其演唱和編曲的「平家物語」的壇之浦之段有著「驚天地動鬼神」的美譽。鬼灯便是在卡拉OK演唱其創作的「平家物語」而備受眾人好評。
啾子
葛的姪女，剪舌麻雀的主角，生前因為偷吃老婆婆的漿糊而被其剪去舌頭，死後抵達彼界招呼老公公到麻雀之家作客，老公公亦幸運地取回裝著金銀財寶的箱子。後來得悉此消息的老婆婆欲如法炮製，卻選到了裝著妖怪的箱子而自食惡果。啾子則在經歷此事後被家人溺愛，食用過多漿糊導致體型發胖。在山之日當天和葛招待鬼燈等人作客。
雷神
司掌雷電的神祇，本作中被鬼燈請來為閻羅王實行電療法。
矢田寺的滿慶上人
日本史上的高僧，某日因為工作倦怠的閻羅王向小野篁訴苦，導致小野篁為了讓閻羅王聆聽療癒心情的故事，將滿慶上人帶到地獄參訪。其在遊歷地獄後，遂將這段經歷寫成地獄遊記而流傳後世。

### 現世
斯卡雷特·泰勒4世 (スカーレット·タィラ)
居住在現世美國的廢棄豪宅，留著捲曲髮尾的長髮女性幽靈。生前得年13歲（漫畫第248話和第249話）。
喜歡的作家是史蒂芬·金，同時還是個異形與ET迷兼恐怖遊戲迷，表面看似高傲實則耳根子軟，對於甜言蜜語和可愛的事物沒有抵抗的能力。
生前本為某個淵源深厚且背負詛咒的望族千金，家族是邪教信徒，父親則是極為重視血統位階之人。斯卡雷特因為家族之命和表兄埃德加·泰勒訂婚，然而當時埃德加和時任女友（同時是斯卡雷特的友人）的戀情不被家族允許，斯卡雷特的父親及其他家族成員遂以宗教儀式名義殘忍殺害了埃德加及後者的戀人，得知此事的斯卡雷特在憤怒之下令家族血脈能力覺醒，一夜間殺害了所有家族成員，自己也因此變成了盤據廢棄宅邸的兇靈（埃德加則被引渡至另一個世界），此後便經常發動騷靈現象驚嚇闖進廢棄宅邸的遊客和孩童，甚至還殺了前來驅魔的除魔師，和其他亡靈盤踞在現世。後因為見到鬼燈不懼於她的反應而深受打擊，甚至認為鬼燈是外星人，此後主動向鬼燈以及陪同前者再次造訪鬼屋的阿努比斯請教嚇人的技巧。
被莉莉絲相中其怨念強度且多度試圖挖角她擔任撒旦的女僕，人界萬聖節期間再度和鬼燈相會，並且被隨後抵達人界的莉莉絲和別西卜邀請作客。
楚其、傑森、佛萊迪
跟著斯卡雷特為伍的幽靈三人組，楚其是頭部插有菜刀、生前喜歡玩電玩的遊戲宅男；傑森是皮膚黝黑且頭部插著釘子、生前參為超自然研究社社員的男子；佛萊迪則是頭部插3枝長釘、生前為計算機社且不擅運動。死後被斯卡雷特收為小弟，但由於神明和天使的規範影響，故連同斯卡雷特在內僅能在萬聖節始能不被拘束的在人界活動。
達米安
生前試圖驅靈，結果被斯卡雷特殺害的驅魔師幽靈。

### 桃源鄉
位於日本及中國邊境內的仙境，也是兩國的交易場所，並被評選為彼世百大絕景之一。這裡的兔子們都是實習藥劑師。此地經常有白色的神獸出沒，隨地可挖掘出金銀玉石。
白澤（聲：遊佐浩二（日）；蔣鐵城（台）；張振熙（港））
住在桃源鄉的神獸。是日本漢方醫學權威，在天界經營『玉兔漢方 極樂滿月』的藥店。身高185cm。人形姿態是有著細長的鳳眼（額頭則是有著第三隻眼），容貌清秀，右耳配戴繫著古銅錢的紅繩，穿著白衣的男性。說話不時夾雜著中文，還把「桃太郎(ももたろ)」稱作「タオ(桃：tao)たろ」。平日工作時，習慣將瀏海蓋住額頭，並將頭巾綁成居酒屋女性店員常用的造型。
好女色不會刻意挑選類別，個性非常輕浮。不僅對於一般女子，就算是對於妲己及莉莉絲等妖婦也會出手，但不會去追求人妻，另外也是個不婚主義者。為了便於泡妞而以人型姿態出現，在花街中是一名大客戶。另外擅於漢方藥的原因，則是為了能夠製作能夠充滿元氣的「精力劑」。白堊紀時就已經誕生，小時候因為看過北京猿人間的戀愛，因此很早就萌發了對異性的興趣。
過去曾經和五道轉輪王的輔佐官‧中交往過，被甩後便經常被她使用法術報復，讓他因此盡可能避免遇上中，但有時因為狹路相逢反而招致被中痛扁的下場。在「地獄裡絕不帶惡意的人」的論點裡，經常被拿來當例子舉例，連鬼燈也贊同此一觀點。
除了喜歡女性這點外，其他方面都與鬼灯相當類似，但雙方也因此水火不容，有著知道鬼灯怕辣後不斷攻擊他這點的幼稚面。過去曾見過年輕時的鬼灯，但卻被他所害而掉入人間，並且被黃帝發現而遭他囚禁（但他們直到發現此事前，似乎都未曾發現彼此曾見過面）。由於那時候差點要被作成白澤拓，因此以告訴他們一萬一千五百二十隻妖怪為代價而被釋放。另外在神話時代時，也曾受鬼灯的友人請求，載他們與鬼灯一起去見花開咲耶姬。
愛喝酒並且常因此遇到麻煩，一旦酒醉就會變得十分聒噪並且愛講無聊的笑話。沒有繪畫的天份，因此讓黃帝、桃太郎及鬼灯在內的所有人（除了茄子）都對他這點嚴厲地批評，但本人卻毫無自覺，還創作出一個貓的角色出來，其歌唱功力亦處於僅比畫技稍微好一點的及格邊緣。對於金錢方面是毫無自覺的相當浪費（但本人認為是自己沒有金錢運），他自身財產中有70%都花在女性身上。雖然穿東方的傳統服飾時看似正常，但換穿現代服飾時的品味卻讓眾人不敢恭維。不過他卻是個擅長施法的高手，除了本業的醫學外，也能夠將紙上的畫予以實體化，但卻派不上用場。在鬼燈休假前往埃及參訪的期間，受小白委託替鬼燈代班。
由於說過「現在問題作也會是未來的傑作」「不曉得會有誰喜歡上」等話，讓茄子大受感動稱他是「真正的藝術家」。
貓好好（聲：堀內賢雄）
白澤為了解說｢貓又前腳的毛具有療效｣ 而畫出的示意圖，被周圍的人說是「被詛咒的貓」，不過白澤自己卻很喜歡並且還用『剪紙成兵術』加以實體化，並設計用於伊邪那美命宮殿中的柱子，有許多出場機會，曾對桃太郎抽獎抽到的貓語翻譯機發表對桃太郎的看法：「雖然不討厭你，不過也喜歡不到哪裡去。」。
貓美美（マオメメ）
白澤創作的角色，被設定為貓好好的女朋友。差別在於頭上有被桃太郎稱為｢垃圾」的捲髮。
桃太郎（聲：平川大輔（日）；陳幼文（台））
因打倒鬼島上的鬼 而聞名的「日本第一英雄」。身高170公分。但其實只是趁著鬼都喝醉時，年輕氣盛地打倒他們。由於對這件事一直抱著相當的情結，而特地來到地獄挑戰鬼灯卻因此被打敗。之後，在鬼灯的斡旋下，擔任桃源鄉仙桃農園的管理人（還有負責砍柴等雜事，由白澤供其食宿和衛浴需求，薪資為月薪五萬日幣）。由於本人認為這件工作就是他的天職，讓他的個性也因此沉穩下來。某方面來說是本作為數不多的正常角色，更多時候是負責吐槽的。擅長繪製浮世繪風格的畫作，相當害怕日本傳統風格的人偶和恐怖驚悚的事物，對於使用科技用品不太適應，小白曾形容其起床相可謂相當滄桑。在小白和波奇為較量本事高下而展開競賽的期間，被前者挖出自己的時光膠囊，並為此感到尷尬。
師事白澤學習漢方醫學，想要作出專屬於自己品牌的藥。被白澤以中文稱他是「桃」太郎，由於白澤經常惹事生非讓他忙著幫忙收尾，因此變得很會照顧人。此外也與境遇相近的一寸法師及芥子等民間故事的角色很合得來，對輝夜姬有好感。
麒麟 聲：辻親八
神獸之一，人型姿態是個頭部長著角，留著兩道飄逸長鬍，喜愛飲酒但擔心痛風發作而不敢多喝的長者。堅持人如其齡的觀念，對於白澤經常以青年姿態接近女性和因為好女色常惹出麻煩的性格不以為然。一旦酒醉就會表現出亢奮的行為。曾經在地獄表揚典禮和鳳凰收拾白澤搞出來的殘局。
鳳凰 聲：小澤亞李
神獸之一，人型姿態是個流著波浪般的短髮，眼角和眼部下方繪有妝紋的小孩，選擇小孩姿態的理由是設施全部半價。雖然外貌看似年輕，實際上和白澤同為年齡過億的高齡神獸，有夜半頻尿的症狀。在桃源鄉兼職擔任占卜節目的主持者，其預兆準確度高達100%，但因為長期主持節目而出現職業倦怠症。曾經在地獄表揚典禮和麒麟收拾白澤搞出來的殘局。
開花爺爺（聲：西村知道）
開花爺爺的主人翁，是個心地善良的慈祥老者。生前為室町時代後期人，身故後抵達天國浴尋覓愛犬波奇的蹤跡卻未能如願，遂於天國嘗試種植金魚草並研究出該類動植物的特性，之後在鬼燈和桃太郎等人於桃源鄉賞花時，意外和波奇重逢。
波奇（聲：宮田幸季）
開花爺爺故事裡的白犬，是條神態幽雅且知恩圖報，但容易對事情過度認真的白犬。身故後抵達天國，跟在花開咲耶姬身邊修行，成為神之使者。後來在鬼燈和桃太郎等人於桃源鄉賞花時，如願和正直爺爺重逢，接受小白「看誰的本領最為高強」的挑戰，過度投入的精神讓發起挑戰的小白大喊吃不消，最終在花開咲耶姬的勸導下平息風波。

### 山神家族
是木靈為了便於說明住在山上的所有神明的簡稱。
木靈（こだま）（聲：廣橋涼（日）；錢欣郁（台））
負責在有黃泉入口的山中看守亡者木之精靈。擁有能夠觀察細微事物的千里眼。雖然看起來像是小孩子，但因為從樹木出現時就存在而比鬼燈及閻羅王還年老。苦於山神的女兒間的不合及花粉症（實為窺見花粉間的傳播授精過程而大受驚嚇的緣故）。為當初引導於現世死去的鬼燈抵達地獄的關鍵人物。
大山祇神
山神，即石長姫和木花咲耶姫的父親。本欲將石長姫和木花咲耶姫同時許配給瓊瓊杵尊，最後因為瓊瓊杵尊嫌棄石長姫其貌不揚將其退婚，種下姐妹不合的起源。
石長姫（いわながひめ） /石姫（聲：庄司宇芽香（日）；郭馨雅（台））
山神女兒之一。有點胖且長有 雀斑的女性。本來要與妹妹咲耶姬一起嫁給瓊瓊杵尊，卻被他嫌「太醜」而被退婚。因此讓她相當憎恨妹妹（但似乎不是很痛恨），也不喜歡美人，所以才有「山神喜歡醜陋的東西」的傳言。據木靈所說，只要石長姬處於盛怒的狀態，將會造成江戶時代以來最大規模的富士山爆發。喜歡上把自己認為是異性的鬼燈，讓她對鬼燈展開追求。由於鬼燈開出「喜歡能夠笑著喝我作的（腦汁）味噌湯的女性」，因此讓她想要在情人節作出加有腦汁的巧克力當作禮物。由於曾被退婚而留下陰影，以至於白澤向她告白追求時反遭其怒斥。
木花咲耶姫（このはなさくやひめ） / 咲耶姫（聲：小松未可子（日）；錢欣郁（台））
山神女兒之一，也是瓊瓊杵尊的妻子。和姐姐不同的是相當漂亮又溫柔。一直想要與姐姐和解卻沒成功（就連姐姐也表示不完全痛恨她）。懷孕時，因為瓊瓊杵尊想要逃避責任而吵架。結果在來到人世的鬼燈的點子下，演出一場火中生產的戲碼 不但順利生下孩子，也因此與丈夫和解。其產下的三胞胎，即為後來的海辛彥、火明命、山辛彥。
瓊瓊杵尊（ニニギ）
天照大神之孫，咲耶姬之夫，也是來自高天原而統治日本的天孫。是位曾與山神的兩個女兒訂婚，但後來以「太醜」為由而突然將石姬退婚，以及在咲耶姬懷孕時，一度想要逃避責任的問題人物。但其實只是個對自己沒有太多信心的普通年輕人，對於姐妹的行為也感到很抱歉。
金山彥、金山姬
僅於對話中提及的山神家族成員。
花精
僅於對話中提及的山神家族成員。
石精
僅於對話中提及的山神家族成員。

### 龍宮城
位於日本及中国境內的海底的仙境。與桃源鄉一樣在研究金丹。正確來說應該寫成「海神宮」，也稱作「蓬莱」。
塩椎（しおつち）
負責製鹽的神。通稱為「シオッチ」。雖然是以浦島太郎中登場的烏龜為原型，卻一直被搞錯成龜兔賽跑中的烏龜，這時還會加以吐嘈。另外不喜歡欺負烏龜的小孩。
綿津見（わたつみ）
龍宮城的主人，也是海神。
豐玉姫（とよたまひめ）
綿津見之女，山辛彥之前妻。雖然是以浦島太郎中乙姬為原型的公主，其實真面目是鯊魚。過去山辛彥為取回海辛彥的魚鉤，經由塩椎的協助抵達龍宮城，從而邂逅豐玉姫並與之結為夫妻（此即為浦島太郎的故事原型），然而山辛彥因為撞見現出鯊魚真面目分娩的豐玉姫而飽受驚嚇，從此拋下豐玉姫離開其身邊。後來鬼燈帶著唐瓜、茄子、芥子為尋回閻羅帳本造訪龍宮城時，鬼燈表示自己並不討厭豐玉姬的原型，因而對鬼燈產生心動的感覺。其產下的孩子，即為後來的天津日高日子波限建鵜草葺不合命。
：在八大地獄的地獄博物館兼任水族館的龍宮區說明人員。

### 西洋地獄
相對於日本地獄是用來處罰犯下過錯的亡者而使其更生，西洋地獄則是以讓人墮落而因此進入地獄。最著名的觀光勝地為嚴格管控全球化的魔女之谷。
撒旦（聲：玄田哲章（日）；于正昇（台））
EU地獄之王。過去是天使路西法，但在墮落後成為EU地獄之王。墮落時不但長出角及體毛，也變得相當魁梧，與過去身為天使時的纖細身材差距頗大但本人卻相當喜歡（因此讓源義經相當憧憬）。也會經手在地獄工作的女僕裝的設計，能看到他有相當傲慢的一面。過去雖然想要支配日本的地獄而前來訪察，但反而被鬼燈的工作表現及以為自己是萬靈藥的藥方之一給嚇到（因為茄子的筆誤，將「聖誕老人」寫成「撒旦」），非常喜歡女僕、少女遊戲和一些變態遊戲，鬼燈與其他人非常不能理解，鬼燈在與莉莉絲和別西卜出遊時聽到撒旦每天都在玩女僕遊戲時（第137話）曾說：「那個歐吉桑，每次聽到他都比上次更反胃，那麼閒嗎。」
別西卜（聲：小西克幸（日）；吳文民（台））
自認為是「撒旦的左右手」的EU地獄二把手，也被稱為「蒼蠅王」。留著金色短髮，配戴單片眼鏡，在現世行動的時候，則視情況以原型示人或變成蒼蠅行動。謔稱鬼燈為「能面鬼」。妻子是莉莉絲。雖然一直認為自己比鬼燈優秀，卻一再輸給他。由於原來就是精英出身，因此初登場時就對一步步晉升為閻王輔佐官的鬼燈感到害怕。雖然與鬼燈因為個性差異而彼此厭惡，但也因為作為「地獄中的二把手」而產生一些男人間的友情。擁有容易被週圍的事物（特別是莉莉絲）耍得團團轉的傾向，所以很容易累積壓力。
與鬼燈不同的是，相當服從撒旦的命令，但多少也會為他不合理的命令吐苦水。據小判表示其個性相當自戀，容易在接受採訪期間喋喋不休。
莉莉絲（聲：本田貴子（日）；錢欣郁（台））
別西卜之妻。留著金色短髮（在伊甸園時是長髮）並擁有巨乳的女惡魔，也是西洋女惡魔莉莉姆的母親。擁有喜歡誘惑男性的本質（但依她所言「只是在愛好的程度」）。因為曾為了「誰上誰下」的問題與亞當吵架而離開伊甸園，最後與惡魔奉子成婚至今。個性自我，喜歡日本動漫的相關事物，不過也有「對於女人那樣的想法」在世界中會感到不可思議的事情會覺得悲傷的纖細面。將覺得兩人已經結婚的丈夫別西卜看作是「重要的錢包」。與妲己是好友，另外因為個性的關係而在與白澤初次見面立刻意氣相投。目前已開發自創品牌的唇彩，準備和妲己策劃在日本的地獄開設女性化妝品分店。
史凱普（聲：遠近孝一）
原來是被作為祭品的羊。在被別西卜撿回來後就擔任莉莉絲的隨從。就算一直為別西卜及莉莉絲兩位主人的事情所煩惱，但依然很感謝他們讓自己有美好的生活。另外與在天界的小母羊烏爾（即狼和七隻小山羊中最小的孩子）有通信。
達米安、琳達
有名的恐怖電影中的「惡魔之子」。兩人回頭的反應有多次嚇到別西卜。
神奇瑪琳（聲：野澤雅子）
居住在魔女之谷，年齡高達三百多歲的老巫婆，為莉莉絲的同事兼茶友，主要負責籌備魔女聚會，自稱是執行「叮噹小仙女式任務」的魔女。雖是魔女但不會騎掃把飛翔，而且經常把事情搞砸，非常討厭青蛙。包括白雪公主的後母和糖果屋的巫婆皆為其友人。朋友身故後接手其留下的糖果屋居住。因鬼燈透過莉莉絲向其求助，才來到日本地獄指導碧琪·瑪姬扮演呆萌小魔女的秘訣，孰料劇組工作人員反而在聽完其自身經歷後，決定取用瑪琳的經歷作為劇本靈感並刪掉瑪姬的戲分，讓瑪姬大受打擊。

### 西洋天界
小紅帽
於漫畫第95話短暫登場，誤認造訪EU天界的鬼燈是野狼而將其趕跑。
三隻小豬
於漫畫第95話短暫登場，誤認造訪EU天界的鬼燈是野狼而將其趕跑。
榭莉
狼和七隻小山羊中的羊媽媽，丈夫已於故事開始前命喪狼齒之下。因為孩子曾經在其出門期間遭野狼襲擊的緣故，只要孩子們陷入危險就會兇暴化，拿手邊的剪刀攻擊眼前的對象。認為侍奉惡魔的對象就是邪惡勢力，為此在得悉烏爾和史凱普作為筆友交往時勃然大怒，要求兩人斷絕關係。名字由來取自「剪刀」。鬼燈將狂暴化的芥子和榭莉並稱為「東邊兔，西邊羊」。
修萊普、佩特、卡敏、雷凱、庫瀨塔、巴修
狼和七隻小山羊中被狼吞食後，被母親救出狼腹的小羊，烏爾的兄姐。其中老大、老二、老三、老五、老六名字由來分別取自果汁甜酒、誘餌、壁爐、滑翔機。經過被狼吞食的教訓後，練就強烈的防衛心和團結力，只要有陌生人意圖闖進屋裡就會聯手攻擊對方。初會面時一度將鬼燈誤認成野狼而對其發動攻擊，但全被鬼灯擋下，後由於榭莉抵達現場為孩子解危，才發現造成誤會而向鬼燈致歉。
烏爾
狼和七隻小山羊中唯一躲在時鐘裡而逃過狼爪的小母羊，為七隻小山羊的小妹。不同於其兄姐，她是唯一全身黑毛的小山羊（遺傳自已故的父親），是史凱普的筆友。後來在鬼燈造訪天界時與之合影，將兩人合照的照片寄給史凱普，令史凱普深受打擊。
亞當
基督教世界觀中，為世界首位男性，莉莉絲的前夫。過去為了那檔事是要誰上誰下的問題跟莉莉絲大吵一架，在莉莉絲負氣離開伊甸園後，神為彌補亞當而創造夏娃作為其伴侶。

### 埃及冥界
分別成立有神之国・靈之国・地獄3個世界。神之国的中心有歐西里斯王的宮殿為死者進行審判，死者僅能在瑪特之屋透過石牆的洞口觀看審判過程。善良的死者能進入神之国，普通的死者進入靈之國並且過著與以前一樣的生活。惡靈則是會被阿米特吃掉心臟並且丟到地獄。此處將貓視為神聖的生物，
阿努比斯
有著黑色胡狼頭的神。以人形狀態在現世活動時，則是留著過頸捲髮，戴著黑犬帽的黝黑扁臉男子（緋紅對此吐槽根本是整形失敗的結果）。身為歐西里斯王的輔佐官而會用天秤測量死者心臟的重量，同時掌管製造木乃伊、迎接死者、為死者管理墓穴的神祇。個性和藹可親，與身為天秤迷的樒及同樣是狗的小白很合得來，對於任何狀態的木乃伊都感到相當著迷。曾經引用埃及豔后和凱薩會面的著名典故，將自己裹在埃及地毯裡，並將作為禮物的地毯送給小白，習慣將見到的女性稱作「克娄巴特拉」。熱衷於探討並選出各地名列前茅的詛咒。因為以人形姿態偶遇同為捲髮的小野篁，反成為投緣的好友。
第10話「精神的運動会」中也有登場。但是以與壁畫一樣的側臉登場。因為隨著時代變遷，現代埃及人已不再製造木乃伊，現時僅向人們講解木乃伊的相關知識，也因為其兼負守墓的職責，非常討厭世界各地的盜墓者（金字塔裡的詛咒皆出於其手，本人曰「利用金字塔的力量提升集中力」）。在鬼燈等人造訪埃及冥界時主動擔任嚮導，介紹埃及冥界的事物。
托特
區分埃及的大地的月、書記及知識之神，同時擁有著令亡者復活和讓物件還原成最原始型態的能力，有著朱鷺的首級。以人形狀態在現世活動時，則是留著齊瀏海長髮，長瘦臉型，有著細長雙眼的長頸男子（唐瓜曰「換角度看也不能說不是美男子」）。身為知識之神雖然學問淵博，但對日本的知識卻是一知半解。是裘德洛的忠實粉絲。
歐西里斯
埃及冥界之王。與閻羅王一樣擔任審判官，也是個帥哥。生前和妹妹伊西斯相戀，但因為被捲入和賽特之間的鬥爭而多次遭後者殺害，透過托特多次復活及阿努比斯協助才度過劫難，被托特冊封為埃及冥界之王。
合歡
邪神賽特用來統治地獄的惡魔。會出現在靈之國中，被他看中的人就會被他帶到地獄。阿努比斯曰「是個與日本獄卒不同的真正的惡鬼」。
金甲蟲（錢欣郁（台））
像是糞金龜的太陽神。第10話「精神的運動会」的推球比賽中，就是使用牠作的球。
安普特
於對話中提及，為阿努比斯的妻子。
哈索爾
埃及的愛神，雖然臉部為牛但卻沒有如牛頭般壯碩的身材，身材姣好且相當優雅。人形狀態則是有著優雅神態的長捲髮美女。
與同樣身為牛的牛頭互為死對頭。
瑪特
為埃及的正義之神，托特的妻子，是個容貌標緻的美女，在死者審判時放在天秤作為衡量死者善惡標準的真理羽毛，就是瑪特的物件。阿努比斯曰「是個理性的神祇」。
一牽涉到自己的工作領域方面就會幹勁十足。
賽特
於對話中提及，為埃及的黑暗之神，歐西里斯之弟，主掌埃及的黑暗世界。
芭絲特
貓頭人身，主掌愛情和生育的女神。其手下皆為毛色閃亮的貓。人形狀態則是將兩束頭髮綁成貓耳狀的黑色中長髮，褐色肌膚的少女。
亦有出現在來日本參觀的埃及諸神團之中。
拉
於對話中提及，鷹首人身，頭頂太陽，手持生命鑰匙和權杖的太陽神。在埃及的冥界有以其為名的神之舟，用來接迎神明和亡者至神之國。

### 希臘冥界
黑帝斯
希臘神話中的冥界之王，為眾神之主宙斯的兄長。個性不太友善而不擅與人交際，曾與莉莉絲吃過一次飯。因為身邊有著恐怖陰鬱的氛圍，平時就算沒事仍不會到各國造訪，而且每個月起碼有三次會做跟宙斯有關的惡夢。
波瑟芬妮
黑帝斯的妻子。只有名字與印象圖有登場。因為被黑帝斯看上而擄走而因此遭半強迫式地住在冥界中。
米諾斯
由於曾借了波賽頓的牛不還，受到詛咒致其妻因此與牛一起生下米諾陶諾斯。死後因為生前施行仁政，因此被黑帝斯任命為審判官。
米諾陶諾斯
牛頭人身的怪物。有自己的部落格，牛頭也相當喜歡牠。
帕迦索斯
長著雙翼的白色飛馬，是希臘英雄帕修斯斬殺蛇髮女妖梅杜莎後，從梅杜莎的遺體誕生的生物。是馬面心儀的對象。
肯托洛夜
希臘神話中的半人馬。
刻耳柏洛斯
希臘神話中住在地獄的守門犬。第10話「精神的運動会」中首度登場。撒旦曾於造訪希臘地獄的時候被其驚退。
赫密斯
希臘神話中的信使兼小偷之神。在冥界中擔任嚮導員。
卡戎
冥界之河的船夫。本來印象是留鬍子的老爺爺，但因為死者太多致船隻不夠加上波瑟芬妮的興趣而增加許多美少年造型的卡戎。裡面有些人也邀請過莉莉絲。
百臂巨人
擔任守衛而擁有100隻手及50個頭的怪獸。
死神凱爾
只有名字登場，職位是死神，曾邀請過莉莉絲。
拉達曼迪斯
只有名字登場。職位是審判官。曾邀請過莉莉絲。
艾亞哥斯
只有名字登場。職位是審判官。
坦塔羅斯
希臘神話中的眾神之首宙斯之子，因為烹殺自己的兒子珀羅普斯，邀請眾神赴宴，被宙斯懲罰站在臨近果樹的沒頸水池裡，永遠無法嚐到果樹的果子和池水。
薛西弗斯
希臘神話中的著名詐欺犯，生前因為欺騙死神、哈迪斯、波瑟芬妮，被哈迪斯降罪懲罰，必須永無止境的留在地獄，推動不停從山頂滾落的巨石，鬼灯將其遭受的刑罰評為是個具折磨性的絕讚懲罰。
伊克西翁
半人馬肯陶洛斯的父親，因為犯下不敬之罪於地獄受罰，被綁在於空中不停旋轉的火輪上。
雅典娜
希臘神話的智慧之神，為宙斯使用斧頭劈開頭部而誕生的女神，有著強烈的忌妒心，曾因為梅杜莎的容貌過於出眾而心生妒忌，將後者變成蛇髮女妖。
梅杜莎
希臘神話的蛇髮女妖，原本是貌美的女性，但因為自己的美貌觸怒雅典娜，被後者變成蛇髮盤繞的女妖，最後被英雄帕修斯斬殺而死。飛馬帕迦索斯便是從其遺體誕生。
宙斯
希臘神話的眾神之主，為哈迪斯和波賽頓的弟弟。因為多度出軌而引發妻子姊赫拉的不滿。
赫拉
宙斯的妻子兼姊姊，婚姻暨忠貞女神，和雅典娜及維納斯為爭奪取最美女神的頭銜，引發特洛伊戰爭。為宙斯經常和情婦發生婚外情感到不滿，甚至經常追殺丈夫的情婦和情婦的兒女。
波賽頓
希臘神話的海神，為哈迪斯的長弟和宙斯的兄長。
阿斯特莉亞
希臘神話的正義女神，習慣一手拿劍一手拿天秤作出公正的裁決。
維納斯
希臘神話的愛與美的女神，愛神邱比特之母，過去曾和雅典娜及赫拉為爭奪取最美女神的頭銜，引發特洛伊戰爭，更有多番虐待普賽克的情事。
邱比特
希臘的愛神，維納斯之子，後迎娶普賽克為妻。
普賽克
原為某國公主，因為其美貌引來維納斯的忌妒，後來邱比特對其一見鍾情，卻因誤會令邱比特一度離開其身邊，接連遭受維納斯的刁難，最終因為宙斯的賜福而如願和邱比特成婚。

### 跨作品登場人物
瑪莉&路奇
電玩超級瑪莉歐系列主人翁，本作中鬼燈和茄子談論內衣褲話題時以串場人物於畫面裡登場。
水谷雫、吉田春、夏木朝子
動漫畫《鄰座的怪同學》主人翁，本作中以獄卒的身分，於鬼燈帶領唐瓜和茄子前往眾合地獄參觀時短暫登場，不同於其他跨作品場人物剪影和背影登場，三人不僅有短暫過場台詞，其中水谷雫、吉田春還以正面亮相。
克勞德·史特萊夫、札克斯·菲爾、賽菲羅斯、雷霆
電玩遊戲《最終幻想系列》登場的主人翁，本作中於撒旦參訪日本地獄的期間於後者的心理對白和幻想影像登場。
拉姆
動漫畫《福星小子》的女主角，本作中於茄子談論內衣褲話題時以剪影登場。
峰不二子
動漫畫《魯邦三世系列》的女主角，本作中於鬼燈提及攸關女性話題時以剪影登場。
貓巴士
宮崎駿動畫作品《龍貓》登場的角色，本作中於鬼燈和朧車提及攸關交通工具話題時以縮小圖案登場。
阿薩謝爾·篤史
動漫畫作品《召喚惡魔》登場的主要角色之一，本作中於鬼燈和別西卜談論日本和西方地獄差異時以串場人物形式登場
甲賀弦之介、朧
動漫畫作品《BASILISK～甲賀忍法帖～》的男女主角，鬼燈用其他事件形容源平之爭時以剪影登場。

## 出版書籍
- 《鬼燈的冷徹》

| 卷數 | 講談社         | 講談社                 | 講談社                 | 東立出版社                    | 東立出版社                                            | 東立出版社 |
| 卷數 | 發售日期       | 通常版 ISBN            | 限定版 ISBN            | 發售日期                      | ISBN / EAN                                            |            |
| ---- | -------------- | ---------------------- | ---------------------- | ----------------------------- | ----------------------------------------------------- | ---------- |
| 1    | 2011年5月23日  | ISBN 978-4-06-387017-6 | 不適用                 | 2012年8月8日                  | EAN 471-0945-54191-4（限定版） ISBN 978-986-317-080-8 |            |
| 2    | 2011年8月23日  | ISBN 978-4-06-387035-0 | 不適用                 | 2012年9月19日                 | ISBN 978-986-317-081-5                                |            |
| 3    | 2011年11月22日 | ISBN 978-4-06-387061-9 | 不適用                 | 2012年10月17日                | ISBN 978-986-317-082-2                                |            |
| 4    | 2012年2月23日  | ISBN 978-4-06-387086-2 | 不適用                 | 2012年11月19日                | ISBN 978-986-317-083-9                                |            |
| 5    | 2012年5月23日  | ISBN 978-4-06-387110-4 | ISBN 978-4-06-362217-1 | 2012年12月19日                | ISBN 978-986-317-084-6                                |            |
| 6    | 2012年8月23日  | ISBN 978-4-06-387135-7 | ISBN 978-4-06-362229-4 | 2013年1月23日                 | ISBN 978-986-317-691-6                                |            |
| 7    | 2012年11月22日 | ISBN 978-4-06-387159-3 | ISBN 978-4-06-358401-1 | 2013年3月15日                 | ISBN 978-986-324-360-1                                |            |
| 8    | 2013年2月22日  | ISBN 978-4-06-387190-6 | ISBN 978-4-06-358428-8 | 2013年6月24日                 | ISBN 978-986-332-074-6                                |            |
| 9    | 2013年5月23日  | ISBN 978-4-06-387212-5 | ISBN 978-4-06-358435-6 | 2013年10月17日                | ISBN 978-986-332-555-0                                |            |
| 10   | 2013年8月23日  | ISBN 978-4-06-387240-8 | ISBN 978-4-06-358444-8 | 2014年1月2日                  | ISBN 978-986-337-190-8                                |            |
| 11   | 2013年11月22日 | ISBN 978-4-06-387269-9 | ISBN 978-4-06-358463-9 | 2014年4月9日                  | ISBN 978-986-337-773-3                                |            |
| 12   | 2013年12月20日 | ISBN 978-4-06-387273-6 | ISBN 978-4-06-358477-6 | 2014年6月26日 2014年7月3日    | EAN 471-0945-54342-0（限定版） ISBN 978-986-348-024-2 |            |
| 13   | 2014年2月21日  | ISBN 978-4-06-387295-8 | ISBN 978-4-06-358494-3 | 2014年8月1日                  | ISBN 978-986-348-507-0                                |            |
| 14   | 2014年5月23日  | ISBN 978-4-06-388333-6 | ISBN 978-4-06-358495-0 | 2014年9月26日                 | ISBN 978-986-365-161-1                                |            |
| 15   | 2014年8月22日  | ISBN 978-4-06-388361-9 | ISBN 978-4-06-358716-6 | 2014年12月15日 2014年12月22日 | EAN 471-0945-54497-7（限定版） ISBN 978-986-365-655-5 |            |
| 16   | 2014年11月21日 | ISBN 978-4-06-388393-0 | ISBN 978-4-06-358717-3 | 2015年2月27日                 | ISBN 978-986-382-349-0                                |            |
| 17   | 2015年2月23日  | ISBN 978-4-06-388426-5 | ISBN 978-4-06-358718-0 | 2015年6月10日                 | EAN 471-0945-54583-7（限定版） ISBN 978-986-382-881-5 |            |
| 18   | 2015年5月22日  | ISBN 978-4-06-388457-9 | ISBN 978-4-06-358719-7 | 2015年8月19日                 | ISBN 978-986-431-526-0                                |            |
| 19   | 2015年8月21日  | ISBN 978-4-06-388486-9 | ISBN 978-4-06-358720-3 | 2015年11月25日 2015年12月2日  | EAN 471-0945-54679-7（限定版） ISBN 978-986-462-077-7 |            |
| 20   | 2015年11月20日 | ISBN 978-4-06-388524-8 | ISBN 978-4-06-358781-4 | 2016年1月27日                 | ISBN 978-986-462-593-2                                |            |
| 21   | 2016年3月23日  | ISBN 978-4-06-388573-6 | ISBN 978-4-06-358804-0 | 2016年7月15日 2016年7月22日   | EAN 471-0945-54832-6（限定版） ISBN 978-986-470-127-8 |            |
| 22   | 2016年7月22日  | ISBN 978-4-06-388618-4 | ISBN 978-4-06-358827-9 | 2016年10月7日                 | ISBN 978-986-470-675-4                                |            |
| 23   | 2016年11月22日 | ISBN 978-4-06-388660-3 | ISBN 978-4-06-397022-7 | 2017年2月15日                 | ISBN 978-986-482-336-9                                |            |
| 24   | 2017年3月23日  | ISBN 978-4-06-388701-3 | ISBN 978-4-06-397024-1 | 2017年7月31日                 | EAN 471-0945-55231-6（限定版） ISBN 978-986-486-009-8 |            |
| 25   | 2017年9月22日  | ISBN 978-4-06-510212-1 | ISBN 978-4-06-397030-2 | 2017年12月11日                | ISBN 978-986-486-887-2                                |            |
| 26   | 2018年3月23日  | ISBN 978-4-06-511108-6 | ISBN 978-4-06-511304-2 | 2018年6月7日 2018年6月14日    | EAN 471-0945-55505-8（限定版） ISBN 978-957-26-0912-5 |            |
| 27   | 2018年9月21日  | ISBN 978-4-06-512406-2 | ISBN 978-4-06-512849-7 | 2019年1月17日                 | ISBN 978-957-26-2007-6                                |            |
| 28   | 2019年3月22日  | ISBN 978-4-06-514959-1 | ISBN 978-4-06-515032-0 | 2019年6月10日                 | ISBN 978-957-26-3096-9                                |            |
| 29   | 2019年9月20日  | ISBN 978-4-06-517126-4 | ISBN 978-4-06-515736-7 | 2020年4月10日                 | ISBN 978-957-26-4192-7                                |            |
| 30   | 2020年3月23日  | ISBN 978-4-06-518876-7 | ISBN 978-4-06-515737-4 | 2020年7月24日                 | ISBN 978-9-57-265109-4                                |            |
| 31   | 2020年9月23日  | ISBN 978-4-06-520361-3 | ISBN 978-4-06-515738-1 | 2021年1月18日                 | ISBN 978-957-26-5844-4                                |            |

### 衍生作品
- 《鬼燈的冷徹 小白的足跡》

| 卷數 | 講談社         | 講談社                                        |
| 卷數 | 發售日期       | ISBN                                          |
| ---- | -------------- | --------------------------------------------- |
| 1    | 2016年11月22日 | ISBN 978-4-06-393077-1                        |
| 2    | 2017年7月21日  | ISBN 978-4-06-393231-7 ISBN 978-4-06-358855-2 |
| 3    | 2018年9月21日  | ISBN 978-4-06-513199-2                        |
| 4    | 2019年9月20日  | ISBN 978-4-06-516957-5                        |
| 5    | 2020年9月23日  | ISBN 978-4-06-520538-9                        |

### 相關書籍
公式導讀
| 日文副標題 | 中文副標題     | 講談社        | 講談社                 | 東立出版社    | 東立出版社             |
| 日文副標題 | 中文副標題     | 發售日期      | ISBN                   | 發售日期      | ISBN                   |
| ---------- | -------------- | ------------- | ---------------------- | ------------- | ---------------------- |
|            | 地獄入門手冊   | 2014年2月3日  | ISBN 978-4-06-376948-7 | 2014年8月7日  | ISBN 978-986-365-303-5 |
|            | 鬼燈全方位入門 | 2017年10月4日 | ISBN 978-4-06-393263-8 | 2019年1月14日 | ISBN 978-957-26-1894-3 |

畫集
| 日文副標題 | 講談社         | 講談社                 |
| 日文副標題 | 發售日期       | ISBN                   |
| ---------- | -------------- | ---------------------- |
|            | 2015年11月19日 | ISBN 978-4-06-364976-5 |
|            | 2016年9月21日  | ISBN 978-4-06-365000-6 |
|            | 2020年3月23日  | ISBN 978-4-06-518997-9 |
|            | 2020年9月23日  | ISBN 978-4-06-520402-3 |

鬼燈的冷徹 大合集
| 日文副標題 | 中文副標題       | 講談社        | 講談社                 | 東立出版社    | 東立出版社                         |
| 日文副標題 | 中文副標題       | 發售日期      | ISBN                   | 發售日期      | EAN                                |
| ---------- | ---------------- | ------------- | ---------------------- | ------------- | ---------------------------------- |
|            | 紅色金魚草大合集 | 2016年5月23日 | ISBN 978-4-06-377438-2 | 2017年1月23日 | EAN 471-0945-55077-0（首刷附錄版） |
|            | 白色貓好好大合集 | 2016年5月23日 | ISBN 978-4-06-377464-1 | 2017年1月23日 | EAN 471-0945-55076-3（首刷附錄版） |

## 榮譽
- 2012年全國書店店員推薦漫畫漫畫第一名[7]
- 2021年第52屆星雲賞漫畫部門

## 電視動畫
2014年1月開始播出。

### 製作人員
- 原作：江口夏實（講談社「Morning」連載）
- 監督、AR演出：鏑木宏
- 副監督：長沼範裕
- 系列構成、設定製作：後藤綠
- 角色設計、總作畫監督：加藤寛崇（日语：加藤寛崇）
- 音響製作：Sound Team Don Juan
- 音樂：TOMISIRO
- 音樂製作：STARCHILD
- 動畫製作：WIT STUDIO→STUDIO DEEN[注 1]

### 主題曲
第1期
片頭曲

作詞：、，作曲、編曲：，演奏：YOUR SONG IS GOOD
主唱：（鬼燈〈安元洋貴〉、閻魔大王〈長嶝高士〉、小白〈小林由美子〉、唐瓜〈柿原徹也〉、茄子〈青山桐子〉、阿香〈喜多村英梨〉、YOUR SONG IS GOOD）
片尾曲
（第1話）
作詞、作曲、編曲：金魚草審查委員會，主唱：東京混聲合唱團
(多角度觀看)（第2話－第7話、第9話－第13話、OAD第3話插曲）
作詞：大槻賢二，作曲：NARASAKI，編曲：Sadesper Record，主唱：上坂堇
（第8話）
作詞：大金魚、Hell's Center、獄卒音楽連盟，作曲、編曲：Hell's Center，主唱：碧琪·瑪姬（上坂堇）
「閻魔大王に訊いてごらん」（OAD第1話－第3話）
作詞：RUCCA，作曲・編曲：岩橋星実(Elements Garden)，主唱：上坂堇
第2期
片頭曲
（第1話 - 第12話）
作詞：、，作曲、編曲：，演奏：YOUR SONG IS GOOD
主唱：［鬼灯（安元洋貴）、閻魔大王（長嶝高士）、小白（小林由美子）、柿助（後藤ヒロキ）、琉璃男（松山 鷹志）、座敷童子・一子（佐藤聰美）、二子（小倉唯）、芥子（種﨑敦美）、YOUR SONG IS GOOD］
（第14-26話）
作詞：、，作曲、編曲：，演奏：YOUR SONG IS GOOD
主唱：［鬼灯（安元洋貴）、閻魔大王（長嶝高士）、小白（小林由美子）、柿助（後藤ヒロキ）、琉璃男（松山 鷹志）、座敷童子・一子（佐藤聰美）、二子（小倉唯）、芥子（種﨑敦美）、YOUR SONG IS GOOD］
片尾曲
（第1第 - 第12話）
作詞・作曲・編曲 - TECHNOBOYS PULCRAFT GREEN-FUND，主唱：上坂堇
（第13話）
作詞：、，作曲、編曲：，演奏：YOUR SONG IS GOOD
主唱：（鬼燈〈安元洋貴〉、閻魔大王〈長嶝高士〉、小白〈小林由美子〉、唐瓜〈柿原徹也〉、茄子〈青山桐子〉、阿香〈喜多村英梨〉、YOUR SONG IS GOOD）
（第14話 - 第26話）
作詞 - 桑原永江・作曲・編曲 - 渡部チェル，主唱：上坂堇

### 各話列表
| 話數          | 日文標題                                 | 中文標題                             | 劇本     | 分鏡              | 演出                | 作畫監督                                                                       | 總作畫監督        |
| 第一期        | 第一期                                   | 第一期                               | 第一期   | 第一期            | 第一期              | 第一期                                                                         | 第一期            |
| ------------- | ---------------------------------------- | ------------------------------------ | -------- | ----------------- | ------------------- | ------------------------------------------------------------------------------ | ----------------- |
| 第1話         |                                          | 地獄決鬥                             | 後藤綠   | 鏑木宏            | 鏑木弘 江副仁美     | 北山修一、本村晃一                                                             | 加藤寛崇          |
| 第1話         | 地獄的奇妙發現                           |                                      | 後藤綠   | 鏑木宏            | 鏑木弘 江副仁美     | 北山修一、本村晃一                                                             | 加藤寛崇          |
| 第2話         |                                          | 鬼的內褲與螃蟹                       | 後藤綠   | 長沼範裕          | 長沼範裕            | 幸田直子                                                                       | 加藤寛崇          |
| 第2話         | 有錢能使鬼這樣那樣                       |                                      | 後藤綠   | 長沼範裕          | 長沼範裕            | 幸田直子                                                                       | 加藤寛崇          |
| 第3話         |                                          | 白澤                                 | 後藤綠   | 小島正幸          | 羽原久美子          | 岩岡優子                                                                       | 加藤寛崇          |
| 第3話         | 他們之間的爭執 究竟是如何產生的          |                                      | 後藤綠   | 小島正幸          | 羽原久美子          | 岩岡優子                                                                       | 加藤寛崇          |
| 第4話         |                                          | 美男子也是有很多種的                 | 後藤綠   | 矢萩利幸          | 江副仁美            | 本村晃一、荒尾英幸                                                             | 加藤寛崇          |
| 第4話         | 喀嚓喀嚓地獄                             |                                      | 後藤綠   | 矢萩利幸          | 江副仁美            | 本村晃一、荒尾英幸                                                             | 加藤寛崇          |
| 第5話         |                                          | 龍虎二重奏                           | 長沼範裕 | 長沼範裕          | 野木森達哉 長沼範裕 | 富田惠美、佐藤陽子 杉崎由佳                                                    | 加藤寛崇          |
| 第5話         | 精神的運動會                             |                                      | 長沼範裕 | 長沼範裕          | 野木森達哉 長沼範裕 | 富田惠美、佐藤陽子 杉崎由佳                                                    | 加藤寛崇          |
| 第6話         |                                          | 地獄的偶像碧 琪瑪姬                  | 鏑木宏   | 忠村圭一郎        | 川久保圭史          | 松岡謙治                                                                       | 浅野恭司          |
| 第6話         | 左右手們的藍調曲                         |                                      | 鏑木宏   | 忠村圭一郎        | 川久保圭史          | 松岡謙治                                                                       | 浅野恭司          |
| 第7話         |                                          | 男與女和眾合地獄                     | 長沼範裕 | 東野中 鏑木宏     | 川越崇弘            | 上野卓志、後藤孝宏 岩田景子、清水博明 島崎克實、菊田史子                       | 湯本佳典          |
| 第7話         | 地獄式針灸術與淨玻璃鏡的用法             |                                      | 長沼範裕 | 東野中 鏑木宏     | 川越崇弘            | 上野卓志、後藤孝宏 岩田景子、清水博明 島崎克實、菊田史子                       | 湯本佳典          |
| 第8話         |                                          | 毫無節操之戰                         | 鏑木宏   | 齋藤哲人          | 江副仁美            | 北山修一、關口亮輔 手塚響平、藤田正幸                                          | 加藤寛崇          |
| 第8話         | 地獄三十六景                             |                                      | 鏑木宏   | 齋藤哲人          | 江副仁美            | 北山修一、關口亮輔 手塚響平、藤田正幸                                          | 加藤寛崇          |
| 第9話         |                                          | 為酒和女人頹廢的究極例子             | 長沼範裕 | 向井雅浩 鏑木宏   | 山田弘和            | 本村晃一、松岡謙治 北山修一                                                    | 加藤寛崇          |
| 第9話         | 人滿為患的酒鬼們                         |                                      | 長沼範裕 | 向井雅浩 鏑木宏   | 山田弘和            | 本村晃一、松岡謙治 北山修一                                                    | 加藤寛崇          |
| 第10話        |                                          | 十王的晚餐                           | 鏑木弘   | 堀剛史            | 水本葉月            | 荒尾英幸                                                                       | 湯本佳典          |
| 第10話        | 減肥就如同地獄一般                       |                                      | 鏑木弘   | 堀剛史            | 水本葉月            | 荒尾英幸                                                                       | 湯本佳典          |
| 第11話        |                                          | 原•一寸法師                          | 長沼範裕 | 長沼範裕          | 長沼範裕            | 千葉崇明、山本祐子                                                             | 加藤寛崇          |
| 第11話        | 山中的泥沼姊妹                           |                                      | 長沼範裕 | 長沼範裕          | 長沼範裕            | 千葉崇明、山本祐子                                                             | 加藤寛崇          |
| 第12話        |                                          | 莉莉絲女士與其丈夫                   | 鏑木弘   | 矢野雄一郎        | 野木森達哉 金森陽子 | 胡拓磨、藤田正幸 李相振                                                        | 湯本佳典          |
| 第12話        | 中國現世何以妖怪遍佈                     |                                      | 鏑木弘   | 矢野雄一郎        | 野木森達哉 金森陽子 | 胡拓磨、藤田正幸 李相振                                                        | 湯本佳典          |
| 第13話        |                                          | 盂蘭盆地獄祭                         | 後藤綠   | 鏑木弘            | 鏑木弘              | 北山修一、本村晃一 關口亮輔、佐藤誠之                                          | 加藤寛崇          |
| 第13話        | 雜談閻魔大王                             |                                      | 後藤綠   | 鏑木弘            | 鏑木弘              | 北山修一、本村晃一 關口亮輔、佐藤誠之                                          | 加藤寛崇          |
| OVA           |                                          |                                      |          |                   |                     |                                                                                |                   |
| OAD第1話      |                                          | 狂熱者與非狂熱者的温度差             | 後藤綠   | 齋藤哲人          | 江副仁美            | 北山修一、本村晃一、加藤寬崇                                                   | 加藤寛崇          |
| OAD第1話      | 狐狸野幹 大判小判                        |                                      | 後藤綠   | 齋藤哲人          | 江副仁美            | 北山修一、本村晃一、加藤寬崇                                                   | 加藤寛崇          |
| OAD第2話      |                                          | 座敷童子攻略法                       | 後藤綠   | 長沼範裕          | 長沼範裕            | 湯本圭典、齊藤拓也                                                             | 加藤寛崇          |
| OAD第2話      | 偶像前線                                 |                                      | 後藤綠   | 長沼範裕          | 長沼範裕            | 湯本圭典、齊藤拓也                                                             | 加藤寛崇          |
| OAD第3話      | 芸術は爆発か?                            | 藝術大爆發？                         | 後藤綠   | 鏑木宏 金森陽子   | 金森陽子            | 本村晃一、北山修一 田中直樹、小澤久美子                                        | 加藤寛崇          |
| OAD第3話      | 藝術大爆發                               |                                      | 後藤綠   | 鏑木宏 金森陽子   | 金森陽子            | 本村晃一、北山修一 田中直樹、小澤久美子                                        | 加藤寛崇          |
| OAD第4話      | 花咲前線                                 | 花開前線                             | 後藤綠   | 米田和弘          | 村田尚樹 牧野友映   | 松岡譲治、細田沙織 吉田美和、飯田遥、野口莉英子                                | お祭似郎          |
| OAD第4話      | 三者三様の男                             | 三者三樣的男人                       | 後藤綠   | 米田和弘          | 村田尚樹 牧野友映   | 松岡譲治、細田沙織 吉田美和、飯田遥、野口莉英子                                | お祭似郎          |
| OAD第5話      | 閻魔帳と竜宮城                           | 閻魔帳與龍宮城                       | 後藤綠   | 米田和弘          | 米田和弘            | 今岡律之、日高真由美                                                           | 今岡律之          |
| OAD第5話      | 十八番がないと辛いアレ                   | 沒有拿手歌會很煎熬                   | 後藤綠   | 米田和弘          | 米田和弘            | 今岡律之、日高真由美                                                           | 今岡律之          |
| OAD第6話      | けっこう毛だらけ猫灰だらけ               | 全是毛全是貓灰                       | 後藤綠   | 米田和弘          | 安藤貴史            | 浦野達也、日高真由美                                                           | 今岡律之          |
| OAD第6話      | よきにはからえ                           | 此事請務必辦妥                       | 後藤綠   | 米田和弘          | 安藤貴史            | 浦野達也、日高真由美                                                           | 今岡律之          |
| OAD第7話      | 要は毒                                   | 總之就是毒                           | 後藤綠   | 北村真咲          | 古賀一臣            | 塚本步、日高真由美、福永智子、茂木海渡                                         | 今岡律之          |
| OAD第7話      | 呪いから生まれた怪物達による呪いモノ講座 | 從詛咒誕生的怪物們帶來的咒物講座     | 後藤綠   | 北村真咲          | 古賀一臣            | 塚本步、日高真由美、福永智子、茂木海渡                                         | 今岡律之          |
| 第二期        |                                          |                                      |          |                   |                     |                                                                                |                   |
| 第1話         |                                          | 神話時代的彼世革命                   | 後藤綠   | 米田和弘          | 安部祐二郞          | 浅井照人、伊藤智子 森本浩文、依田正彦                                          | 櫻井正明          |
| 第1話         | 正因懷有千仇萬恨                         |                                      | 後藤綠   | 米田和弘          | 安部祐二郞          | 浅井照人、伊藤智子 森本浩文、依田正彦                                          | 櫻井正明          |
| 第2話         |                                          | 體驗一日獄卒                         | 後藤綠   | 西村純二          | 江副仁美            | 簾畑由実                                                                       | 櫻井正明          |
| 第2話         | 工作狂與匠人的界線                       |                                      | 後藤綠   | 西村純二          | 江副仁美            | 簾畑由実                                                                       | 櫻井正明          |
| 第3話         |                                          | 瑞兆聯盟                             | 後藤綠   | 鈴木行            | 牧野友映、久保太郎  | 三島かおり、中島美子                                                           | 櫻井正明          |
| 第3話         | 古怪不可思議的妖怪                       |                                      | 後藤綠   | 鈴木行            | 牧野友映、久保太郎  | 三島かおり、中島美子                                                           | 櫻井正明          |
| 第4話         |                                          | 芥子傳說                             | 後藤綠   | 横山廣行          | 山地光人            | 伊藤智子、浅井昭人                                                             | 依田正彦          |
| 第4話         | 蕪式百鬼夜行                             |                                      | 後藤綠   | 横山廣行          | 山地光人            | 伊藤智子、浅井昭人                                                             | 依田正彦          |
| 第5話         |                                          | 小野篁                               | 後藤綠   | 安部祐二郎        | 安部祐二郎          | 森本浩文、中山由美 粟井重紀                                                    | 櫻井正明          |
| 第5話         | 閻魔大王和軼事                           |                                      | 後藤綠   | 安部祐二郎        | 安部祐二郎          | 森本浩文、中山由美 粟井重紀                                                    | 櫻井正明          |
| 第6話         |                                          | 花耶姬的表演時間                     | 後藤綠   | 江副仁美          | 江副仁美            | 安藤真喜、伊藤智子 中島美子                                                    | 依田正彦          |
| 第6話         | 賽河原的攻防戰                           |                                      | 後藤綠   | 江副仁美          | 江副仁美            | 安藤真喜、伊藤智子 中島美子                                                    | 依田正彦          |
| 第7話         |                                          | 那個時候的你很尖刻                   | 後藤綠   | 北村真咲          | 牧野友映            | 簾畑由実、森本浩文 浅井昭人、下地彩加                                          | 櫻井正明          |
| 第7話         | Dr.鳥頭                                  |                                      | 後藤綠   | 北村真咲          | 牧野友映            | 簾畑由実、森本浩文 浅井昭人、下地彩加                                          | 櫻井正明          |
| 第8話         |                                          | 僵屍                                 | 後藤綠   | 齋藤哲人          | 安藤貴史            | 安藤真喜、中島美子、粟井重紀 伊藤智子、八代貴美子                              | 依田正彥          |
| 第9話         |                                          | 地味廳                               | 後藤綠   | 川瀬敏文          | 加藤顯 米田和弘     | 飯飼一幸、浅井昭人、臼井篤史 八代貴美子、下地彩加 簾畑由實、森本浩文           | 櫻井正明          |
| 第9話         | 八寒地獄                                 |                                      | 後藤綠   | 川瀬敏文          | 加藤顯 米田和弘     | 飯飼一幸、浅井昭人、臼井篤史 八代貴美子、下地彩加 簾畑由實、森本浩文           | 櫻井正明          |
| 第10話        |                                          | 公司之怪                             | 後藤綠   | 北村真咲          | 濱尾繁光 米田和弘   | 伊藤智子、お祭似郎、森本浩文 吉田和香子、下地彩加、簾畑由實 中井惠巳、櫻井正明 | 依田正彥          |
| 第10話        | 必殺工作鬼                               |                                      | 後藤綠   | 北村真咲          | 濱尾繁光 米田和弘   | 伊藤智子、お祭似郎、森本浩文 吉田和香子、下地彩加、簾畑由實 中井惠巳、櫻井正明 | 依田正彥          |
| 第11話        |                                          | 家族                                 | 後藤綠   | 横山廣行 川瀬敏文 | 曾根利幸 牧野友映   | お祭似郎、森本浩文、淺井昭人 中島美子、飯飼一幸                                | 櫻井正明          |
| 第11話        | 地獄犬                                   |                                      | 後藤綠   | 横山廣行 川瀬敏文 | 曾根利幸 牧野友映   | お祭似郎、森本浩文、淺井昭人 中島美子、飯飼一幸                                | 櫻井正明          |
| 第12話        |                                          | 五官王的第一輔佐官                   | 後藤綠   | 石平信司          | 川奈可奈            | 村田憲泰、伊藤智子、是本晶 お祭似郎、中井惠巳 櫻井正明、中村翠                 | 依田正彥          |
| 第12話        | 地獄溫泉                                 |                                      | 後藤綠   | 石平信司          | 川奈可奈            | 村田憲泰、伊藤智子、是本晶 お祭似郎、中井惠巳 櫻井正明、中村翠                 | 依田正彥          |
| 第13話        |                                          | 地獄太夫                             | 後藤綠   | 齋藤哲人          | 安部祐二郞          | 簾畑由實、下地彩加、浅井昭人 森本浩文、伊藤智子                                | 櫻井正明 依田正彥 |
| 第13話        | 把酒言歡放輕鬆                           |                                      | 後藤綠   | 齋藤哲人          | 安部祐二郞          | 簾畑由實、下地彩加、浅井昭人 森本浩文、伊藤智子                                | 櫻井正明 依田正彥 |
| 第二期 其之二 |                                          |                                      |          |                   |                     |                                                                                |                   |
| 第14話        |                                          | 閻魔廳的日子                         | 後藤綠   | 北村真咲          | 江副仁美            | 松尾真彥、伊藤智子                                                             | 依田正彥          |
| 第14話        | 一湯三菜十肉                             |                                      | 後藤綠   | 北村真咲          | 江副仁美            | 松尾真彥、伊藤智子                                                             | 依田正彥          |
| 第15話        |                                          | 小魔女是什麼                         | 後藤綠   | 鈴木行            | 曾根利幸            | 簾畑由實、中島美子、森本浩文                                                   | 木村友美          |
| 第15話        | 洋裝道樂                                 |                                      | 後藤綠   | 鈴木行            | 曾根利幸            | 簾畑由實、中島美子、森本浩文                                                   | 木村友美          |
| 第16話        |                                          | 迎接課的荼吉尼                       | 後藤綠   | 石倉賢一          | 村山靖              | 下地彩加、藤田正幸、粟井重紀                                                   | 松尾真彦          |
| 第16話        | 草葉的影子                               |                                      | 後藤綠   | 石倉賢一          | 村山靖              | 下地彩加、藤田正幸、粟井重紀                                                   | 松尾真彦          |
| 第17話        |                                          | 從妖怪身上學習的男人與使喚妖怪的女人 | 後藤綠   | 北村真咲          | 上野壯大            | 白石茉莉、荒井美穗、淺井昭人                                                   | 木村友美          |
| 第18話        |                                          | 天邪鬼                               | 後藤綠   | 上坪亮樹          | 山田晃              | 原田峰文                                                                       | 依田正彥          |
| 第18話        | 快滾 仙鶴                                |                                      | 後藤綠   | 上坪亮樹          | 山田晃              | 原田峰文                                                                       | 依田正彥          |
| 第19話        |                                          | 瓢簞鯰                               | 後藤綠   | 北村真咲          | 古賀一臣            | 平山寬菜、森本浩文、浦野達也                                                   | 松尾真彥          |
| 第19話        | 阿檎 工作                                |                                      | 後藤綠   | 北村真咲          | 古賀一臣            | 平山寬菜、森本浩文、浦野達也                                                   | 松尾真彥          |
| 第20話        |                                          | 遊戲                                 | 後藤綠   | 牧野友映 鈴木行   | 牧野友映            | 伊藤智子、櫻井正明、簾畑由實                                                   | 木村友美          |
| 第20話        | 機器人輔佐官                             |                                      | 後藤綠   | 牧野友映 鈴木行   | 牧野友映            | 伊藤智子、櫻井正明、簾畑由實                                                   | 木村友美          |
| 第21話        |                                          | 名叫芥子的兔子                       | 後藤綠   | 北村真咲          | 米田和弘 上野壯大   | 下地彩加、藤田正幸、神谷美也子 大河原晴男、お祭似郎                            | 依田正彥          |
| 第21話        | 範疇                                     |                                      | 後藤綠   | 北村真咲          | 米田和弘 上野壯大   | 下地彩加、藤田正幸、神谷美也子 大河原晴男、お祭似郎                            | 依田正彥          |
| 第22話        |                                          | 野干兄妹                             | 後藤綠   | 江副仁美          | 江副仁美            | 中島美子、藤田正幸、粟井重紀 松尾真彥                                          | 松尾真彥          |
| 第22話        | 小白的屁眼大危機                         |                                      | 後藤綠   | 江副仁美          | 江副仁美            | 中島美子、藤田正幸、粟井重紀 松尾真彥                                          | 松尾真彥          |
| 第23話        |                                          | 根本                                 | 後藤綠   | 米田和弘 北村真咲 | 安藤貴史            | 淺井昭人、白川茉莉、吉田和香子 藤田正幸、御畑由美、吉開順子 森本浩文           | 北村友美          |
| 第23話        | 異種格鬥技戰                             |                                      | 後藤綠   | 米田和弘 北村真咲 | 安藤貴史            | 淺井昭人、白川茉莉、吉田和香子 藤田正幸、御畑由美、吉開順子 森本浩文           | 北村友美          |
| 第24話        |                                          | 奪衣婆與懸衣翁                       | 後藤綠   | 北村真咲          | 曾根利幸 山田晃     | 原田峰文、上原史也                                                             | 岡真里子          |
| 第24話        | 美紀下廚                                 |                                      | 後藤綠   | 北村真咲          | 曾根利幸 山田晃     | 原田峰文、上原史也                                                             | 岡真里子          |
| 第25話        |                                          | 瘟鬼                                 | 後藤綠   | 上野壯大 鈴木行   | 上野壯大            | 伊藤智子、下地彩加、藤田正幸 淺井昭人、神谷美也子                              | 木村友美 松尾真彥 |
| 第25話        | 動物不會忘恩負義                         |                                      | 後藤綠   | 上野壯大 鈴木行   | 上野壯大            | 伊藤智子、下地彩加、藤田正幸 淺井昭人、神谷美也子                              | 木村友美 松尾真彥 |
| 第26話        |                                          | 撲克臉無敵                           | 後藤綠   | 北村真咲          | 米田和弘            | お祭似郎、依田正彥                                                             | -                 |
| 第26話        | 死後去地獄真的沒問題嗎?                  |                                      | 後藤綠   | 北村真咲          | 米田和弘            | お祭似郎、依田正彥                                                             | -                 |

### 播放電視台
日本深夜動畫：下文記載的日本国内播放時間使用日本標準時間（UTC+9）表示。因為部分時間标识會採用30小时制，因此請留意这类超过24:00的时间，其實際播放時間為翌日清晨。
| 播放地區   | 播放電視台     | 播放日期                                               | 播放時間（UTC+9）                           | 所屬聯播網          | 備註       |
| 第1期      | 第1期          | 第1期                                                  | 第1期                                       | 第1期               | 第1期      |
| ---------- | -------------- | ------------------------------------------------------ | ------------------------------------------- | ------------------- | ---------- |
| 近畿廣域圈 | 每日放送       | 2014年1月9日－4月3日                                   | 星期四 25:35－26:05                         | 日本新聞網          | 製作局     |
| 關東廣域圈 | TBS電視台      | 2014年1月10日－4月4日                                  | 星期五 25:55－26:25                         | 日本新聞網          |            |
| 中京廣域圈 | 中部日本放送   | 2014年1月10日－4月4日                                  | 星期五 26:35－27:05                         | 日本新聞網          |            |
| 日本全國   | BS-TBS         | 2014年1月11日－4月5日                                  | 星期六 24:00－24:30                         | 日本新聞網 衛星電視 |            |
| 日本全國   | AT-X           | 2014年12月5日 - 2015年2月27日                          | 星期五 20:00－20:30                         | CS衛星播出          | 有重播時段 |
| 第2期      |                |                                                        |                                             |                     |            |
| 東京都     | 東京都會電視台 | 前半：2017年10月7日－12月30日 後半：2018年4月7日－     | 週六25:00－25:30                            |                     |            |
| 兵庫縣     | SUN電視台      | 前半：2017年10月7日－12月30日 後半：2018年4月7日－     | 週六25:00－25:30                            |                     |            |
| 日本全國   | BS11           | 前半：2017年10月7日－12月30日 後半：2018年4月7日－     | 週六25:00－25:30                            | BS衛星播出          | ANIME+     |
| 京都府     | KBS京都        | 前半：2017年10月7日－12月30日 後半：2018年4月7日－     | 週六25:30－26:00 2018/4/7起週六25:00－25:30 |                     |            |
| 日本全國   | AT-X           | 前半：2017年10月9日－2018年1月1日 後半：2018年4月9日－ | 週一 22:30 - 23:00                          | CS衛星播出          | 有重播時段 |

| 播放地區 | 播放電視台  | 播放日期                                              | 播放時間                                           | 所屬聯播網   | 備註                               |
| 第1期    | 第1期       | 第1期                                                 | 第1期                                              | 第1期        | 第1期                              |
| -------- | ----------- | ----------------------------------------------------- | -------------------------------------------------- | ------------ | ---------------------------------- |
| 香港     | now 101台   | 2014年1月16日－4月18日 粵語：2014年5月4日－7月27日    | 星期四24:00－24:30 粵語：星期日23:00－23:30        | 寬頻電視     | UTC+8，有字幕、重播 首播僅日語廣播 |
| 香港     | ViuTV       | 2018年7月22日－                                       | 星期日24:00－24:30 8月12日起改於星期日24:30－25:00 | 數碼地面電視 | UTC+8，有字幕，粤日雙語            |
| 臺灣     | i-Fun動漫台 | 2014年1月11日－4月5日                                 | 週六21:00－21:30                                   | 中華電信MOD  | UTC+8、有重播時段                  |
| 臺灣     | 八大娛樂台  | 2014年8月3日－10月26日                                | 星期日 17:30－18:00                                | 有線電視     | UTC+8、國語首播                    |
| 臺灣     | 八大綜合台  | 2014年8月17日－11月16日                               | 星期日 19:30－20:00                                | 有線電視     | UTC+8 11月16日為重播               |
| 臺灣     | 龍華動畫台  | 2016年4月8日－4月26日                                 | 週一至五20:30－21:00 整點為前集重播                | 中華電信MOD  | UTC+8、有重播時段 國、日語雙聲道   |
| 第2期    |             |                                                       |                                                    |              |                                    |
| 臺灣     | i-Fun動漫台 | 前半：2017年10月14日 - 12月31日 後半：2018年4月14日 - | 週六11:30－12:00 當日21:30－22:00重播              | 中華電信MOD  | UTC+8 整點為前集重播               |

## 腳註

## 外部連結
- （日語）Morning官網 - 『鬼灯的冷徹』作品情報
- （日語）講談社漫畫PLUS - 『鬼灯的冷徹』作品情報
- （日語）電視動畫『鬼灯的冷徹』第二期官方網站 （页面存档备份，存于）
- （日語）電視動畫「鬼灯的冷徹」第二期官方的X（前Twitter）
- （繁體中文）『鬼灯的冷徹』電視動畫 木棉花官網 （页面存档备份，存于）